# Hallstatt
Hallstatt, auch nichtamtlich Hallstatt am Hallstätter See, ist eine Marktgemeinde mit 737 Einwohnern (Stand 1. Jänner 2025) im Salzkammergut im Bundesland Oberösterreich in Österreich und liegt am Hallstätter See. Zusammen mit dem Dachstein und dem Inneren Salzkammergut gehört es zur UNESCO-Welterbestätte Hallstatt-Dachstein/Salzkammergut. Nach Funden in einem ausgedehnten Gräberfeld oberhalb des Ortes wird ein Zeitabschnitt der älteren Eisenzeit (800 bis 450 v. Chr.) als Hallstattzeit bezeichnet.

## Geografie

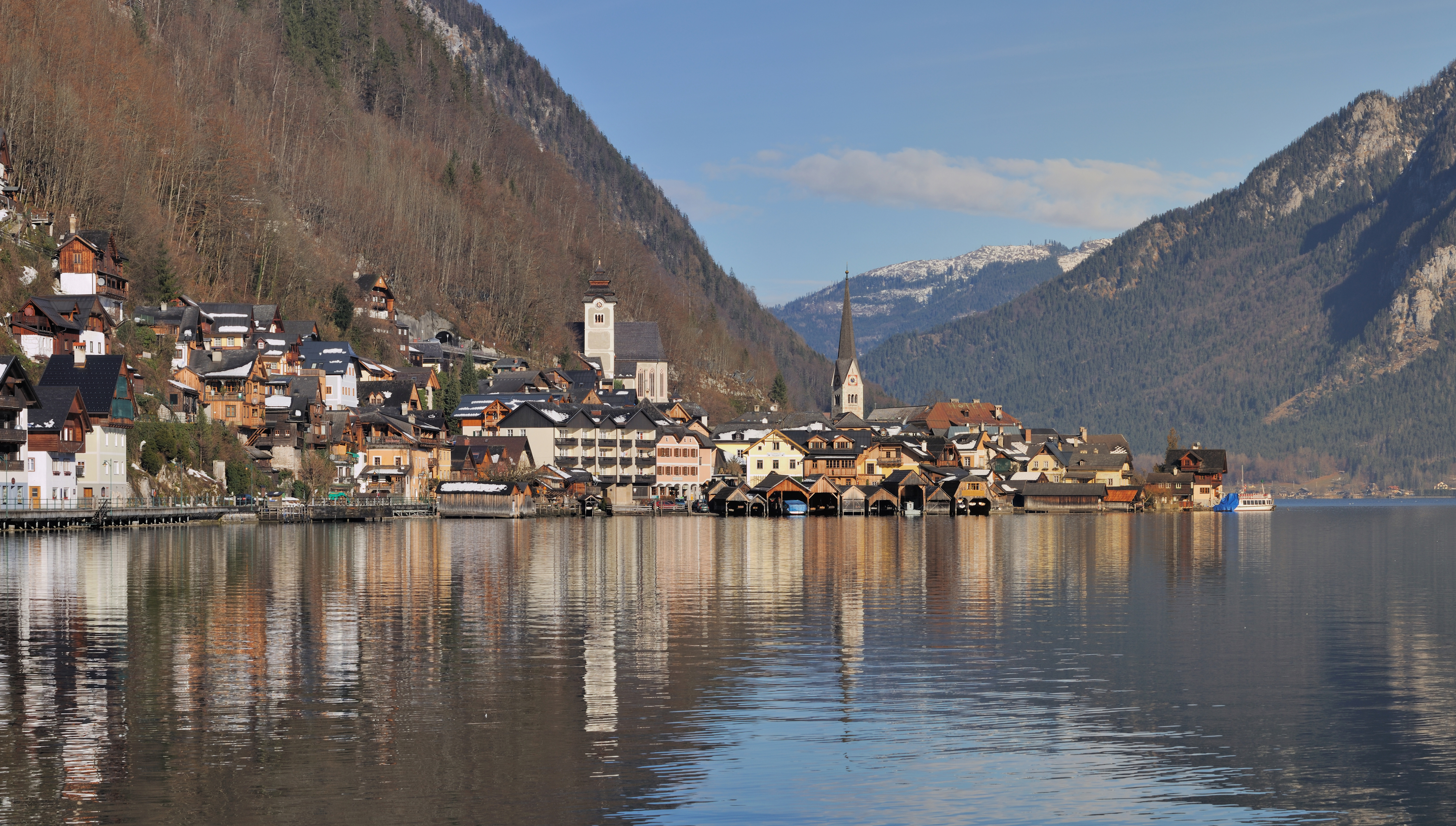
Hallstatt (Ansicht von Süden; 2011)

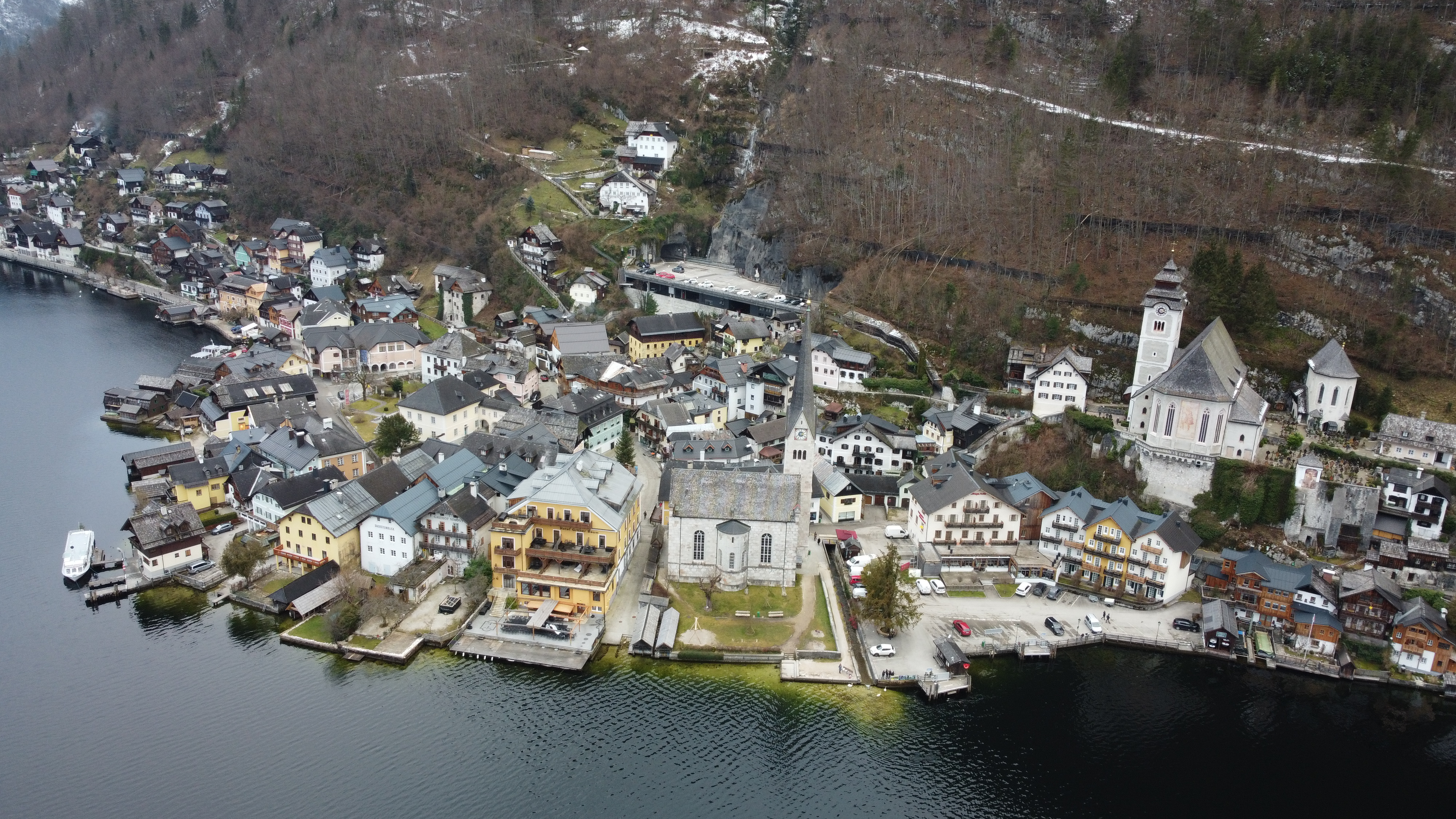
Hallstatt (Luftbild von Nord-Osten; 2021)

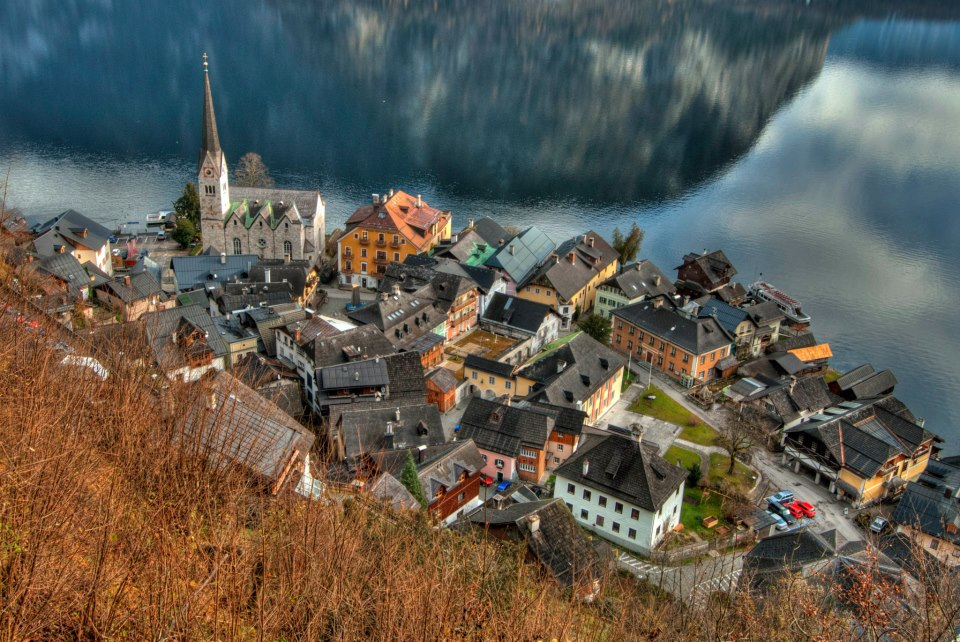
Blick auf Hallstatt (2008)

Hallstatt liegt im inneren Salzkammergut am Westufer des Hallstätter Sees.
Auf dem schmalen Uferstreifen zwischen dem See und dem steilen Berghang drängen sich die Häuser dicht aneinander, sind teilweise sogar mit Pfählen in den See gebaut. Im Wesentlichen besteht der alte Hauptort aus einem Straßenzug parallel zum Seeufer und einigen Gassen um den Marktplatz. Die Ausdehnung des Gemeindegebietes beträgt von Nord nach Süd 13 km, von West nach Ost 9,1 km. Die Gesamtfläche beträgt 59,8 km², 34,8 % der Fläche sind bewaldet.

### Klima
|                       | Jan | Feb | Mär | Apr | Mai | Jun | Jul | Aug | Sep | Okt | Nov | Dez |   |      |
| Mittl. Tagesmax. (°C) | 2   | 3   | 9   | 14  | 19  | 22  | 24  | 23  | 20  | 14  | 8   | 3   | ⌀ | 13,5 |
| Mittl. Tagesmin. (°C) | −6  | −5  | 0   | 3   | 8   | 11  | 13  | 13  | 10  | 5   | 0   | −4  | ⌀ | 4    |
|                       |     |     |     |     |     |     |     |     |     |     |     |     |   |      |
| Sonnenstunden (h/d)   | 3   | 5   | 5   | 5   | 6   | 5   | 6   | 6   | 6   | 5   | 3   | 2   | ⌀ | 4,7  |
|                       |     |     |     |     |     |     |     |     |     |     |     |     |   |      |
| Regentage (d)         | 16  | 14  | 13  | 16  | 17  | 18  | 18  | 17  | 14  | 13  | 14  | 14  | Σ | 184  |

| −6 |

| −5 |

| 0 |

| 3 |

| 8 |

| 11 |

| 13 |

| 13 |

| 10 |

| 5 |

| 0 |

| −4 |

| −6 |

| −5 |

| 0 |

| 3 |

| 8 |

| 11 |

| 13 |

| 13 |

| 10 |

| 5 |

| 0 |

| −4 |

### Gemeindegliederung
Ortschaften (Einwohnerzahlen Stand 1. Jänner 2025):
- Gosauzwang, auch Gosaumühle genannt, am mittleren Hallstätter See, an der Mündung des Gosaubachs (Ortschaftskennziffer 08682, PLZ 4823, 9 Einwohner ⊙)
- Hallstatt, Hauptort (08683, PLZ 4830, 275 Einwohner)
- Lahn, südlich des Orts Hallstatt, im Echerntal, am Fuß des Dachsteinmassivs (08684, PLZ 4830, 452 Einwohner ⊙)
- Salzberg, Mühlbachtal und Hochfläche des Hallstätter Salzbergs (08685, PLZ 4830, 1 Einwohner ⊙)

Die Gemeinde liegt im Gerichtsbezirk Bad Ischl.

### Nachbargemeinden
|       | Bad Goisern am Hallstättersee               |           |
| Gosau | Kompassrose, die auf Nachbargemeinden zeigt | Obertraun |
|       | Ramsau am Dachstein Stmk.                   |           |

### Verkehr
Die beengte geografische Lage am See spiegelt sich in Besonderheiten der Verkehrsanbindung wider:
Noch bis zum Ende des 19. Jahrhunderts konnte Hallstatt nur mit dem Schiff (von Obertraun oder von Untersee her) oder zu Fuß auf schmalen Saumpfaden erreicht werden. Im Ort selbst hatte man den geringen Raum zwischen Berg und See bis aufs Letzte genutzt. Verbindungen zwischen den am See stehenden Häusern gab es nur per Boot oder über den „oberen Weg“, einen schmalen Gang über Dachböden.
Erst 1875 wurde Hallstatt von Gosaumühle (Gosauzwang, im Nordwesten) mit einer Straße erschlossen, die teilweise in den Fels gesprengt wurde. Bürgerproteste gegen den Weiterbau der Straße entlang dem Seeufer nach Süden mündeten 1958 in die erste Volksbefragung Österreichs, bei der die Bevölkerung eine Seeuferstraße durch den Ort ablehnte. 1966 wurde für die einzige seebegleitende Straße der westlich des Orts im Berg verlaufende Doppeltunnel eröffnet, seither ist das Westufer durchgehend befahrbar. Eine Parkplatz-Terrasse in der Mühlbachschlucht zwischen den Tunnelabschnitten bietet Aussicht und einen Fußweg in den Ort.
1877 wurde die Bahnhaltestelle Hallstatt der Salzkammergutbahn eröffnet. Sie befindet sich am etwa 1 km entfernten gegenüberliegenden Ostufer des Sees. Eine Trassenführung auf dem extrem steilen Westufer war aus geologischen und orographischen Gründen verworfen worden. Eine Schiffslinie, die auf der Postverkehrskarte Österreich um 1990 noch als einzige österreichische Postlinie per Schiff geführt wurde, stellt den Anschluss vom Bahnhof zum Markt her. In besonders kalten Wintern fuhr als Ersatz ein Motorschlitten übers Eis. Seit etwa 1995 fährt die Post überwiegend mit Lkw und damit via Straße nach Hallstatt. Seit Dezember 2020 wurde der Bahnhof an Wochenenden und Feiertagen von einer InterCity-Verbindung aus Wien angesteuert. Mittlerweile fährt der Schnellzug D1018/1019 täglich in gut drei Stunden von und nach Wien Westbahnhof.

## Geschichte

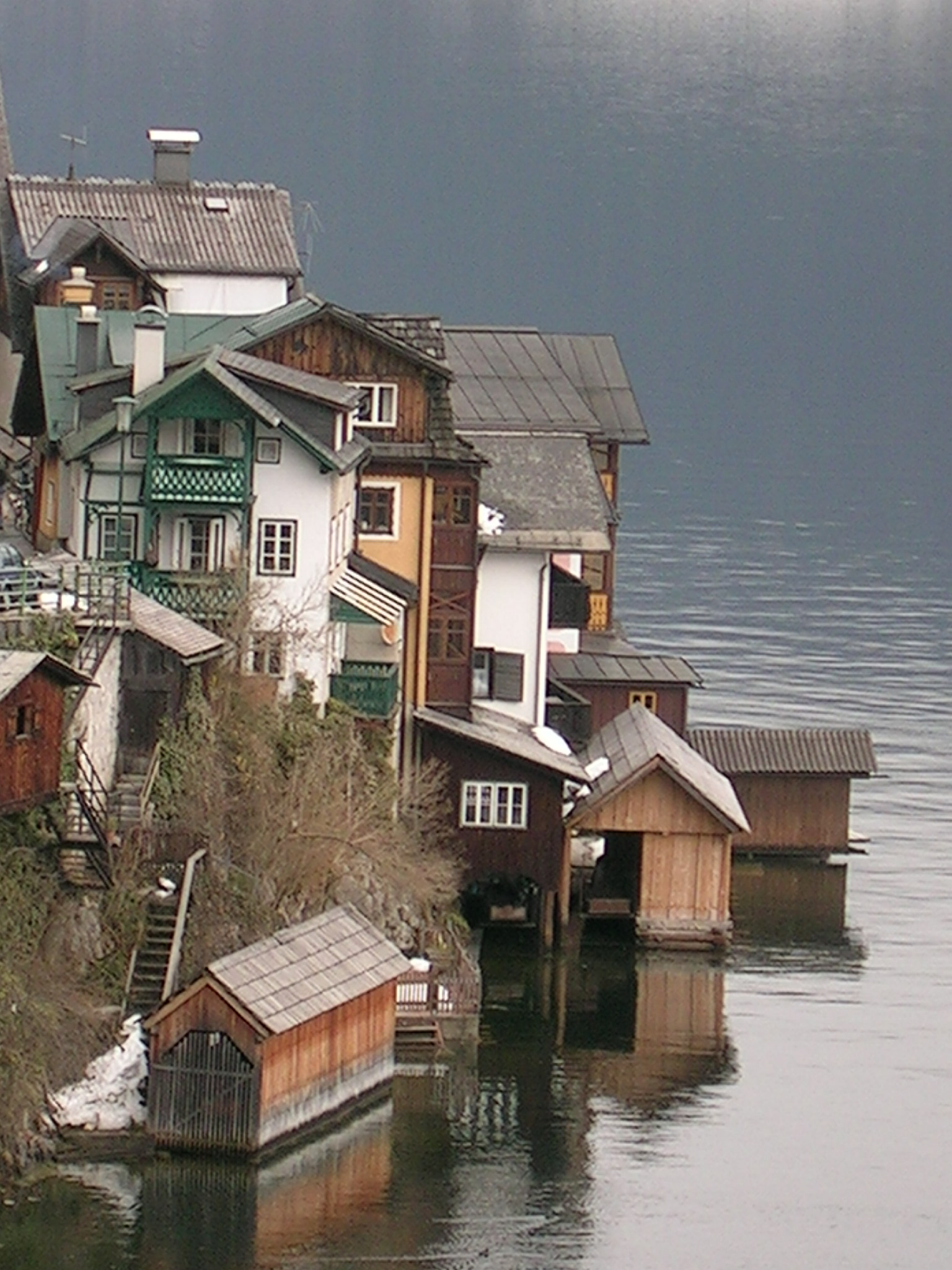
Bootshäuser in Hallstatt

Die siedlungsfeindliche unwirtliche Berggegend wurde möglicherweise schon im Neolithikum aufgesucht. Grund dafür sind die reichen natürlichen Salzvorkommen, die bereits seit Jahrtausenden abgebaut werden. Älteste Funde (z. B. ein altneolithischer Schuhleistenkeil) datieren etwa 5000 v. Chr. Allerdings wurden solche Steingeräte als Donnerkeil im Mittelalter und der Neuzeit auch weit verhandelt. 1846 entdeckte Johann Georg Ramsauer ein Gräberfeld hoch oben am Salzberg. Auch eine der ersten Eisenschmieden wurde hier ausgegraben. Reger Handel und der damit einhergehende Wohlstand ermöglichten die Entwicklung einer hohen Kultur, die nach den Funden im Salzberghochtal Hallstattkultur benannt wurde, von etwa 800 bis 400 v. Chr. währte und den Namen des Ortes auf der ganzen Welt bekannt machte.
Aus dem frühen Mittelalter gibt es keine urkundlichen Nachrichten, eine Siedlungskontinuität ist auch archäologisch nicht nachgewiesen. 1311 erlangte Hallstatt das Marktrecht, ein Zeichen, dass der Ort von wirtschaftlicher Bedeutung war. Der Ortsname ist ein typischer Hall-Name der Salzgewinnung.
Seit 1607 ist die gefällebetriebene Soleleitung nach Norden zum Sudwerk in Ebensee am Traunsee in Betrieb, wo es mehr Brennholz gab. Diese Industrie-Rohrleitung, die älteste noch aktive der Welt, wurde ursprünglich aus aufgebohrten Nadelbaumstämmen gebaut, besteht heute jedoch aus Eisen und Kunststoff. Sie überbrückt die Mündung des Gosaubachs und wird vom 40 km langen Sole-Wanderweg begleitet. Neben der Salzgewinnung erlangte seit dem 20. Jahrhundert der Tourismus eine zentrale Bedeutung.
In den Nachtstunden des 20. September 1750 wurde der Markt Hallstatt von einer furchtbaren Brandkatastrophe heimgesucht. Ausgangspunkt des Feuers war das Haus des „Keferbäcks“ am Marktplatz Nr. 61: die Frau des Bäckermeisters wollte eine Dachkammer mit in Asche gebettetem glühendem Holz erwärmen, unterließ dabei jedoch die notwendigen Vorsichtsmaßnahmen. Umliegende brennbare Gegenstände fingen Feuer und lösten jenes Flammenmeer aus, dem ein Großteil des Ortsteiles Markt zum Opfer fiel. Sämtliche ärarischen Gebäude wie die Hofkapelle, die Spitalskirche, das Pfannhaus und alle dazugehörenden Bauten sowie 9 Salzfertigerhäuser und zahlreiche Privatgebäude wurden im Verlaufe dieses Großbrandes in Asche gelegt, bei dem auch vier Personen den Tod fanden. Insgesamt wurden 35 Häuser ein Raub der Flammen.
Am 18. Juni 2013 bahnte sich der Hochwasser führende Mühlbach nach Verklausungen seinen Weg durch den Ortskern. Zusätzlich zu den Wassermassen des Mühlbachs stieg der Seespiegel in manche Häuser, da für das 500 Jahre alte denkmalgeschützte Auslaufwehr am Seeende, die Seeklause in Steeg, keine Umgehung existiert.
Am 21. August 2018 löste eine weggeworfene Zigarette einen Waldbrand in der Echernwand aus. Als Vorsichtsmaßnahme mussten der Klettersteig, der Betrieb der Standseilbahn zum Rudolfsturm und das Salzbergwerk geschlossen werden. Das Feuer wurde mit Hilfe mehrerer Hubschrauber gelöscht, unter anderem mit einem Blackhawk des österreichischen Bundesheeres.
Am Samstag, 30. November 2019 kam es am Westrand des Ortszentrums zu einem relativ großen Brand, der von einer Holzhütte am Ufer ausging, sich noch im Dunkel des Morgens auswuchs und auch bekämpft wurde. Drei beieinander stehende Hütten samt einem Pkw darin sind ausgebrannt. Drei Häuser, teilweise aus Holz, auf der anderen Straßenseite wurden an Fassade und Dachstuhl schwer beschädigt. Der Bürgermeister rief dazu auf, an diesem Wochenende die Marktgemeinde wegen laufender Aufräumarbeiten nicht zu besuchen. Mit Stand August 2020 sind die Häuser renoviert, von den Hütten steht nur die Ruine einer. Ein laut Bürgermeister nach dem Brand nötiger Bebauungsplan kann erst erstellt werden, wenn sich die Grundstückseigner über die Grundgrenze verständigt haben. Dann sollen wieder ähnliche Hütten errichtet werden.

### Religion

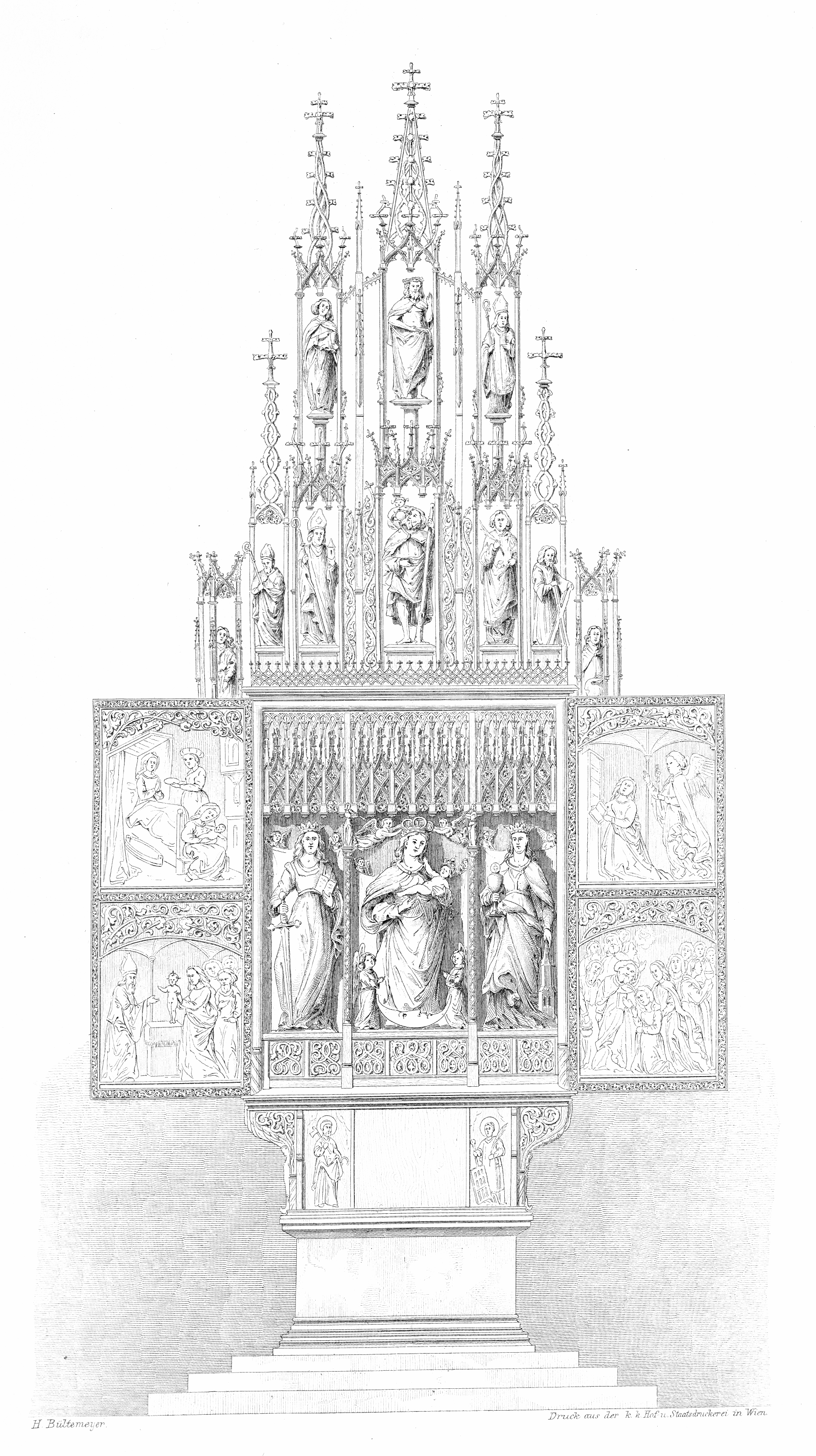
Marienaltar, spätgotischer Flügelaltar aus Holz, 1510, Holzschnitt 1858

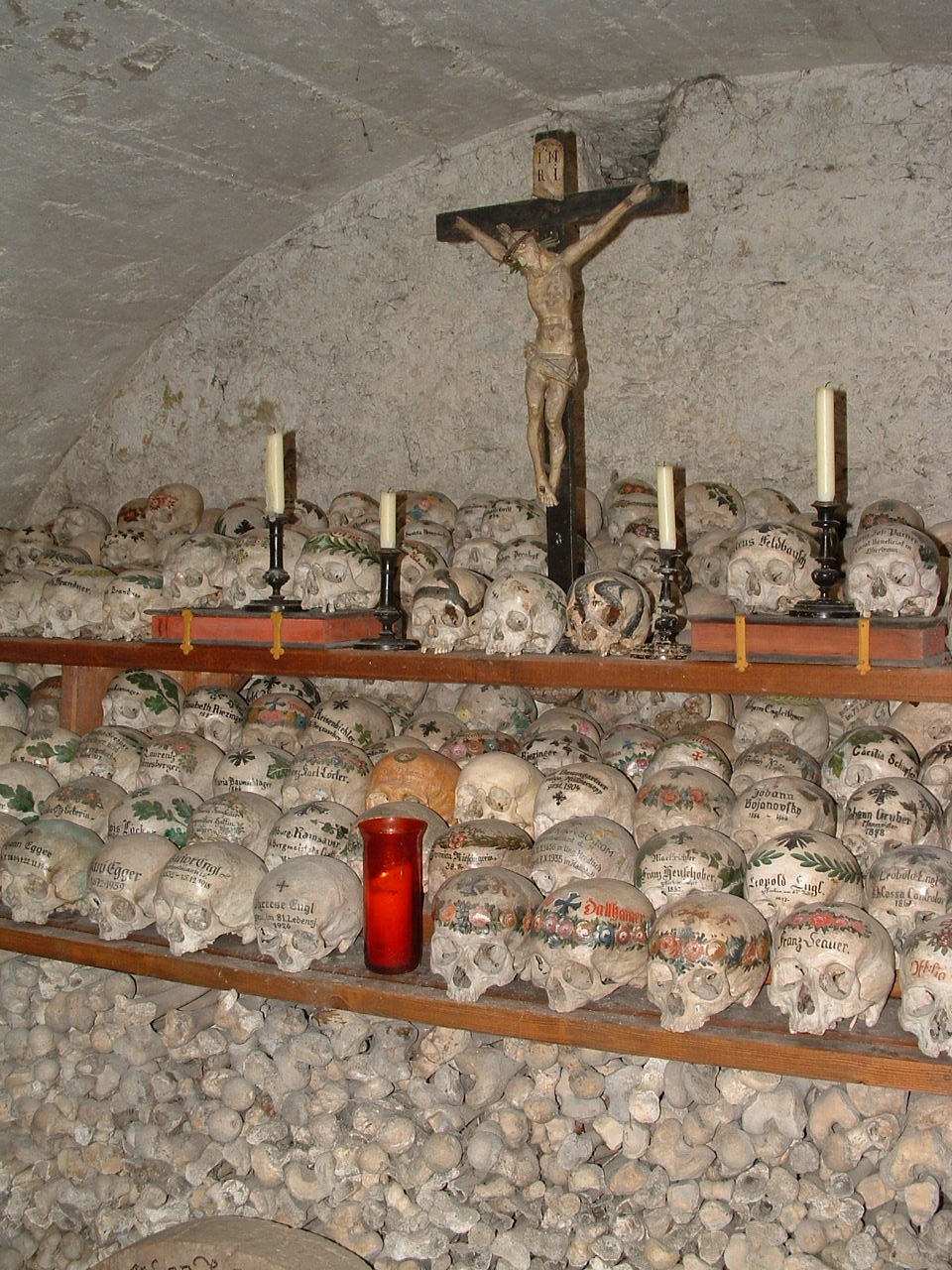
Karner in Hallstatt

Laut der Volkszählung 2001 bekennen sich 63 % der Bevölkerung zur katholischen und 26 % zur evangelischen Kirche. Dies spiegelt sich im Ortsbild durch die beiden, nahe beieinander liegenden Kirchen, wobei die bedeutend jüngere tieferliegende evangelische Kirche durch ihre hohe Spitze, wie es heißt, dem Himmel „ebenso nahe“ ist wie die in erhabener, hochwassersicherer Position befindliche katholische Pfarrkirche.
Wie in vielen Bergbaugemeinden Österreichs waren auch in Hallstatt die lutherischen Lehren, die ab 1520 mit den deutschen Bergleuten ins Salzkammergut kamen, auf fruchtbaren Boden gefallen. Um 1600 nahm die Rekatholisierung Fahrt auf, gegen die Evangelischen wurde vorgegangen. Unter Rudolph II. kam es zu Unruhen, in Hallstatt wurde der katholische Salzamtmann Veit Spindler gefangen genommen, in einer Art Prozession von Hallstatt nach Ischl von Bergleuten verhöhnt und die katholischen Priester verjagt. Erst die Truppen des Salzburger Fürsterzbischofs Wolf Dietrich von Raitenau verhalfen zu Beginn des 17. Jahrhunderts der Gegenreformation zum Sieg.
Noch Mitte des 18. Jahrhunderts wurden hunderte Protestanten aus Hallstatt ausgewiesen und nach Siebenbürgen verschleppt (siehe: Landler).
Erst durch das Toleranzpatent Josephs II. von 1781 wurde den Protestanten rund um den Dachstein ihre Religionsausübung wieder teilweise ermöglicht. Das Protestantenpatent Franz Josephs stellte sie mit den Katholiken weitgehend gleich, und die neugotische Kirche wurde 1863 in Seenähe errichtet.

## Kultur und Sehenswürdigkeiten

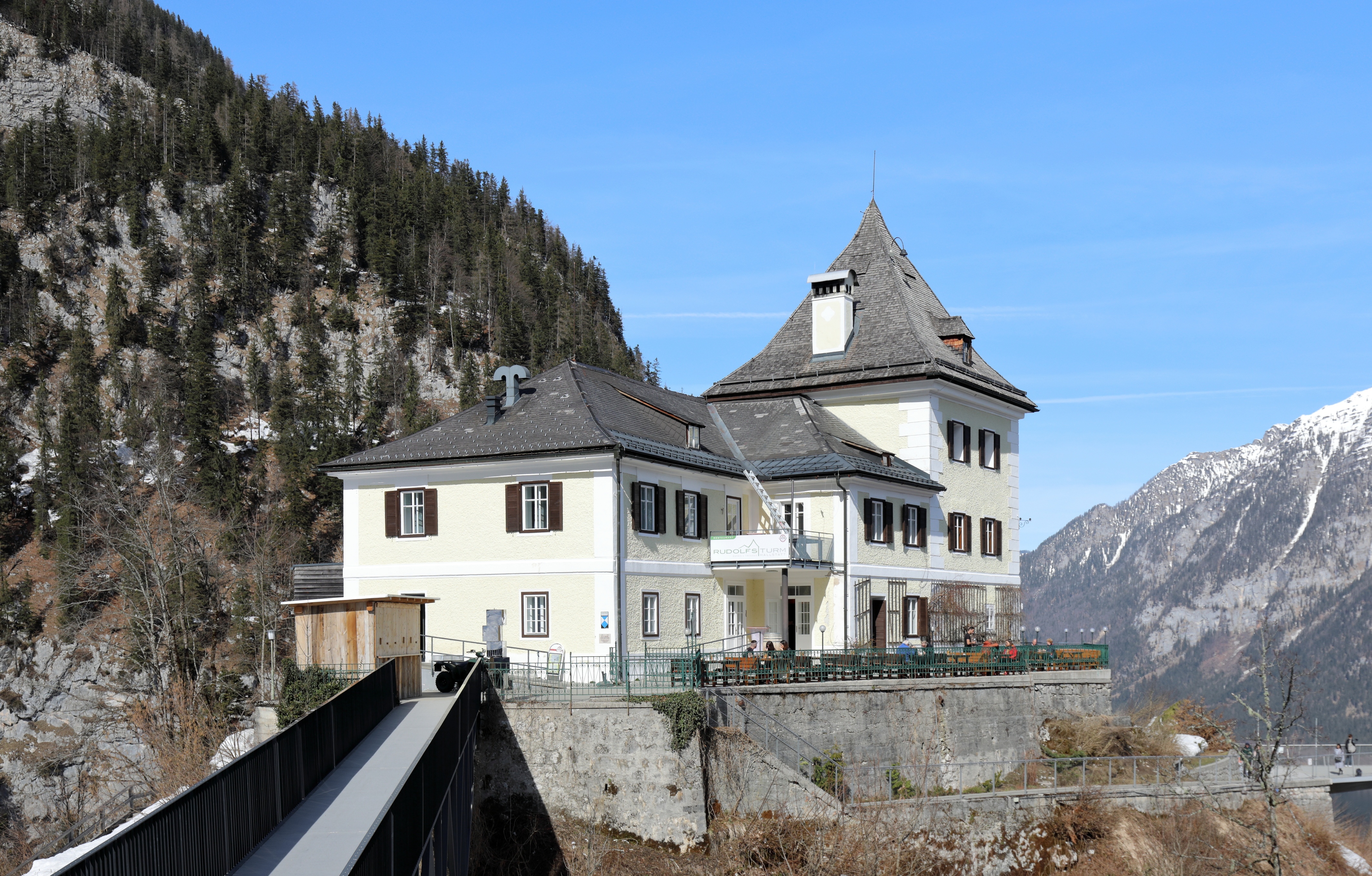
Rudolfsturm

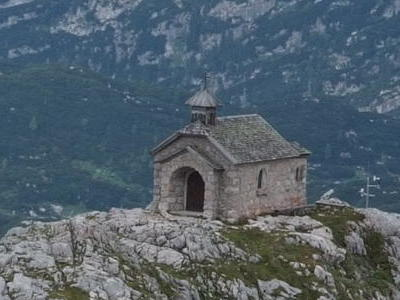
Dachsteinkapelle

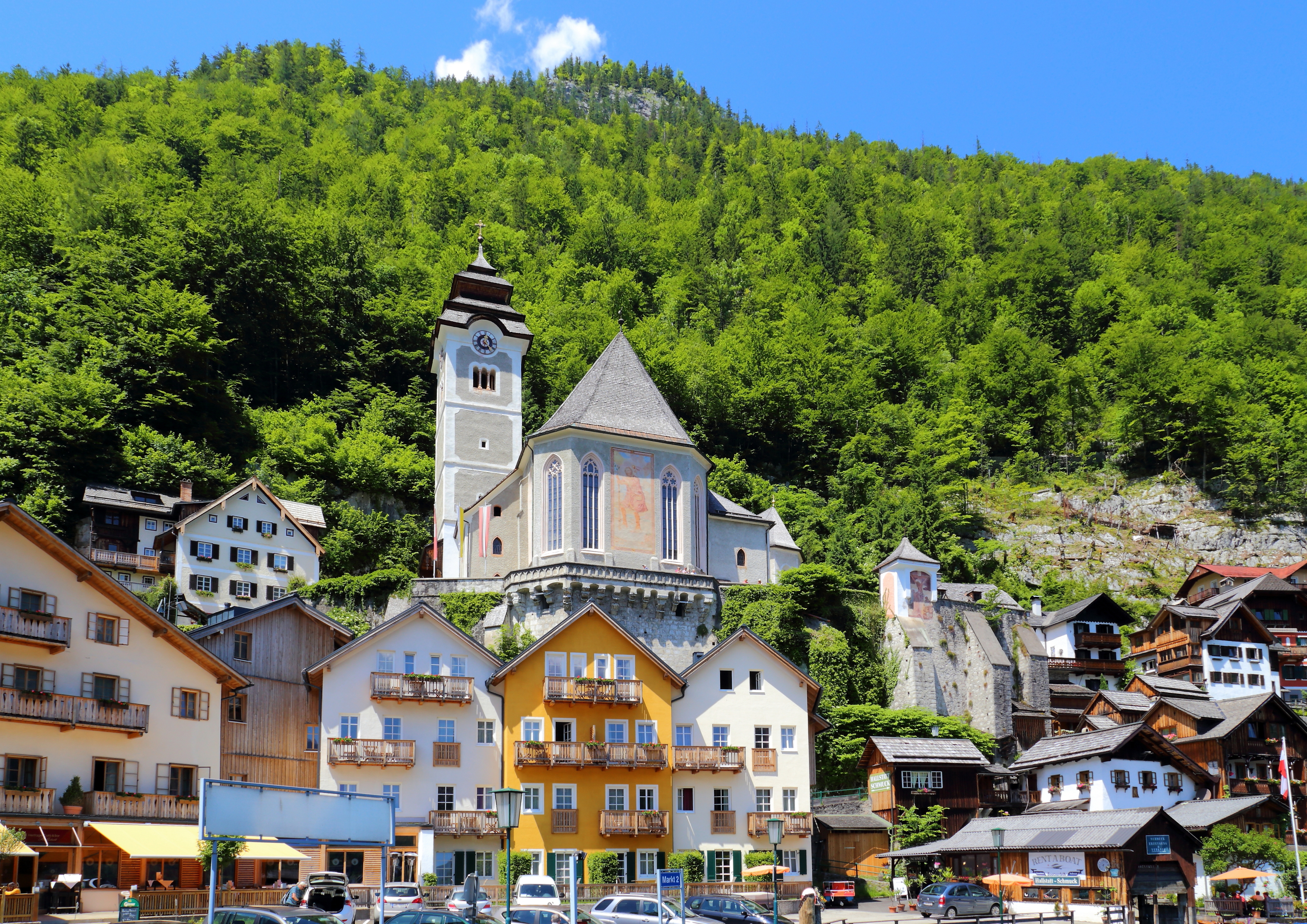
Katholische Pfarrkirche Hallstatt

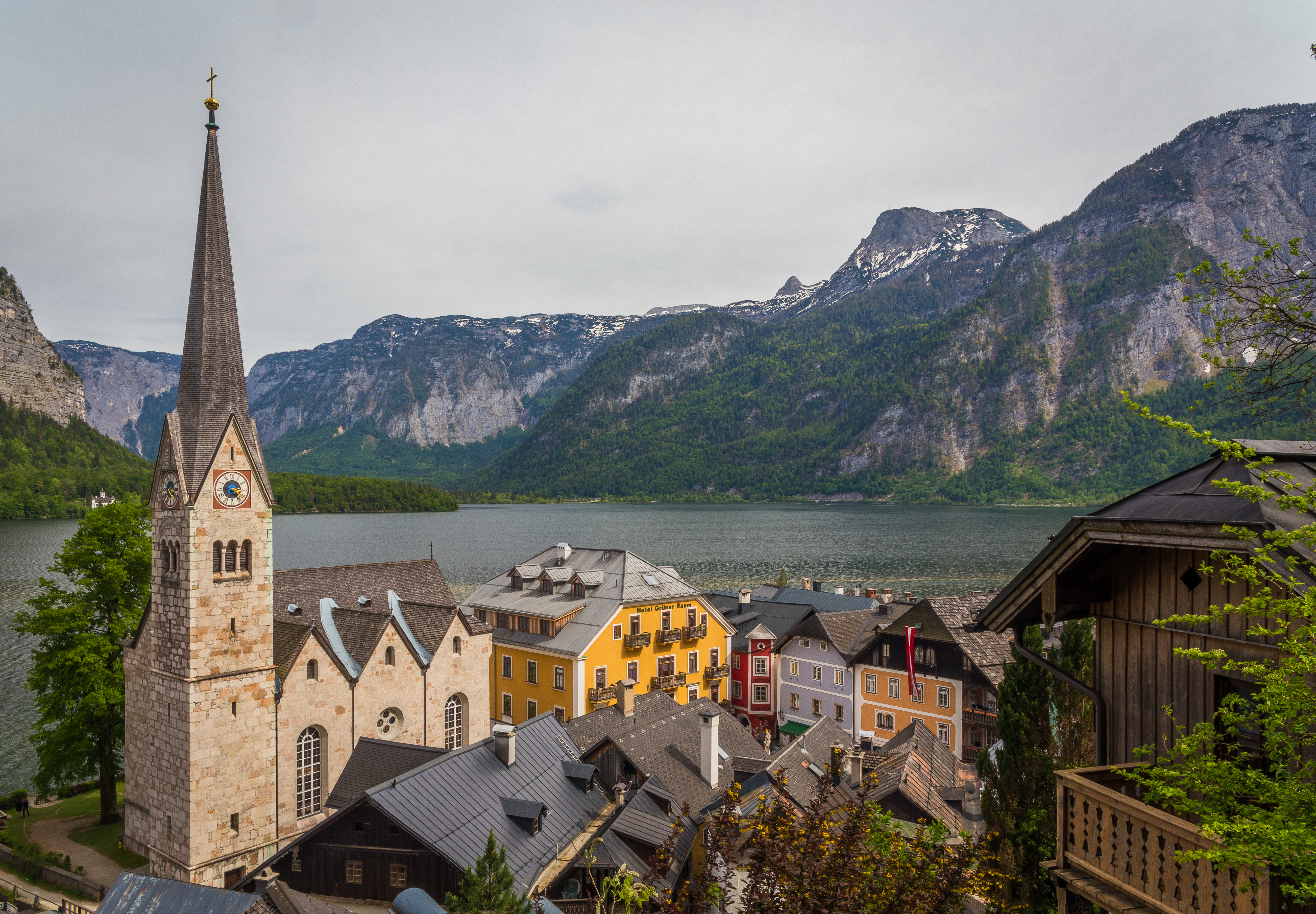
Evangelische Pfarrkirche Hallstatt

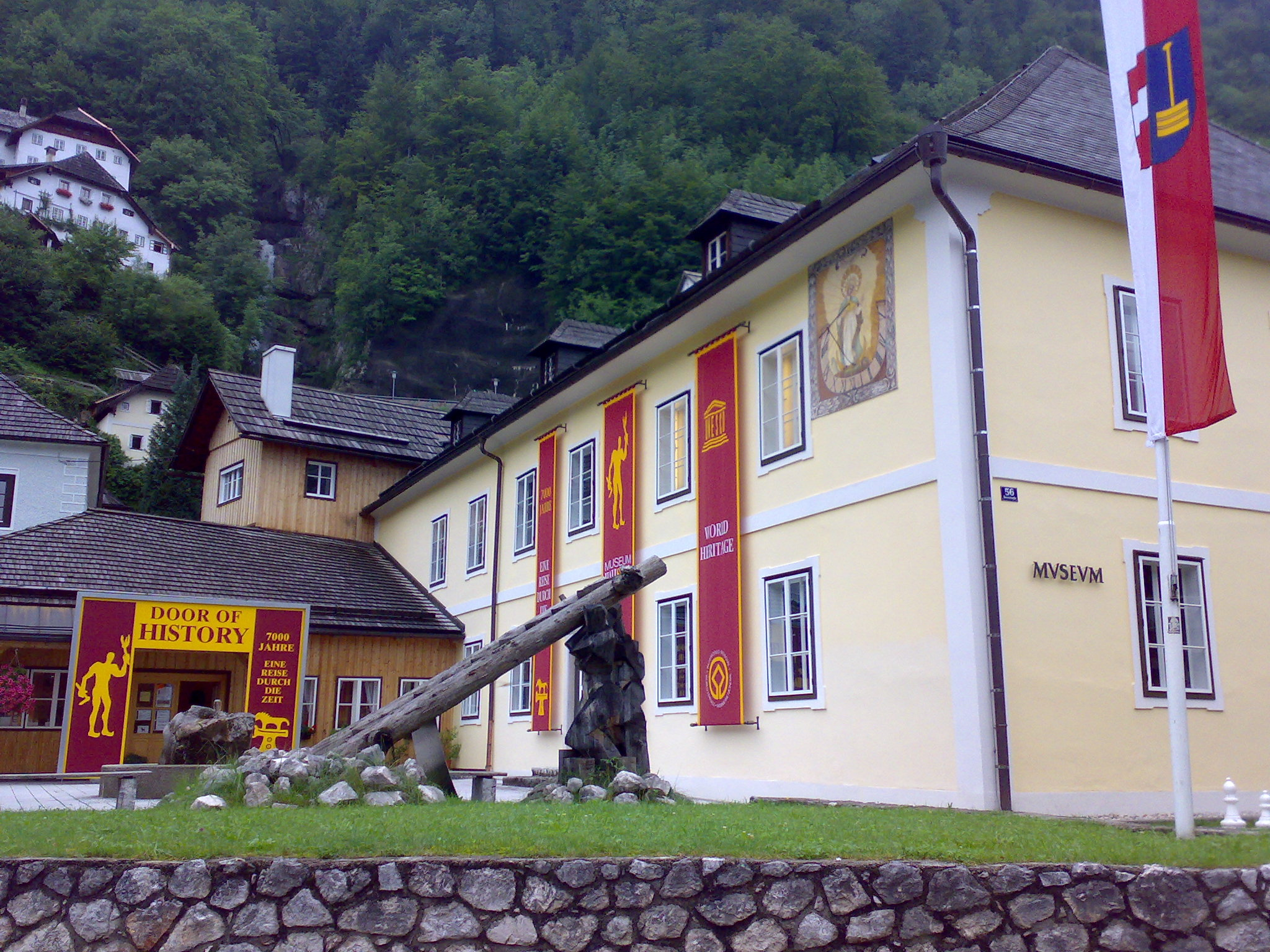
Museum Hallstatt

Die Region und der Ort Hallstatt wurden 1997 von der UNESCO zum Weltkulturerbe ernannt. Sie sind damit eine von weltweit nur 20 Welterbestätten, die gleichzeitig die Titel Natur- und Kulturerbe erhalten haben.
Anziehungspunkte für den Tourismus sind die Landschaft, der Hallstätter See, die Bergwelt mit dem Dachstein, Höhlen (die Rieseneis- und die Mammuthöhle) im Nachbarort Obertraun und nicht zuletzt der Ort mit seinen Kunstdenkmälern, dem Museum und dem Bergwerk.
- Rudolfsturm
- Dachsteinkapelle
- Katholische Pfarrkirche Hallstatt Mariä Himmelfahrt bzw. Maria am Berg:[16] Die 1505 fertiggestellte spätgotische Pfarrkirche Maria Himmelfahrt thront auf einem Felsen über den Dächern des Ortes. Der mächtige Turm ist der einzig erhaltene Teil einer Vorgängerkirche aus dem Jahr 1320. Die zweischiffige Hallenkirche beherbergt – im rechten Schiff – als kulturhistorisch bedeutendste Sehenswürdigkeit den Hallstätter Marienaltar, einen spätgotischen Wandelaltar aus Oberösterreich. Dieser Knappenaltar mit zwei Flügelpaaren entstand um 1515 in der Werkstatt des Gmundner Bildschnitzers Leonhard Astl. – Der noch etwas ältere linke Altar aus dem 15. Jahrhundert war 1987 um seine 4 gemalten Flügeltafeln beraubt worden. Die Flügel wurden danach mit Schwarz-Weiß-Repliken ausgestattet. Die gestohlenen Bilder wurden 30 Jahre später in Italien gefunden, 2017 an Österreich rückerstattet und 2018 restauriert.[17][18]
- Karner: An der Nordseite der Kirche steht im Friedhof der Karner mit dem kleinen Beinhaus, das ins 16. Jahrhundert datiert. Insgesamt 610 Totenschädel sind auf den Knochen der Verstorbenen übereinander gestapelt. Nach etwa 20 bis 30 Jahren werden die Gebeine exhumiert, gebleicht und anschließend verziert: Auf der Stirn stehen über Geburts- und Sterbedatum meist der Name der Person, bemalt mit dunklen Kränzen aus Eichenlaub, Efeu oder Blumen. Das Beinhaus ist auf der Welt einzigartig, da dort die Gebeine ganzer Generationen vollständig aufbewahrt werden.
- Evangelische Pfarrkirche Hallstatt
- Museum Hallstatt: Das Museum besitzt, neben dem Naturhistorischen Museum Wien, die zweite umfangreiche Sammlung von Fundstücken der Hallstattzeit in Österreich.
- Hallstattzeitliches Gräberfeld und Salzstollen: Zum hallstattzeitlichen Gräberfeld und dem Salzstollen – dem ältesten der Welt – führen ein Fußweg und die Salzbergbahn hinauf. 1282 bis 1284 ließ hier Herzog Albrecht I. von Österreich den Rudolfsturm errichten, der nach seinem Vater, Rudolf I., benannt wurde. Er diente im Salzkrieg gegen den salzburgischen Erzbischof Konrad IV. als Verteidigungsanlage und war seit 1313 bis in die Mitte des 20. Jahrhunderts die Wohnung des jeweiligen Bergmeisters. Heute beherbergt der Turm eine ihrer Aussicht wegen beliebte Gaststätte. Das Salzbergwerk kann im Zuge einer etwa 70-minütigen Führung besichtigt werden. 1734 wurde der Mann im Salz gefunden, durch die wasserentziehende Wirkung des Salzes konserviert, nachdem er bei einem Bergwerksunfall im 4. Jahrhundert v. Chr. ums Leben gekommen war.[19] Ab März 2016 werden Sanierungsmaßnahmen in den lange schon unbenutzten Salzstollen vorgenommen, um wieder archäologisch graben zu können.[20]

### Regelmäßige Veranstaltungen

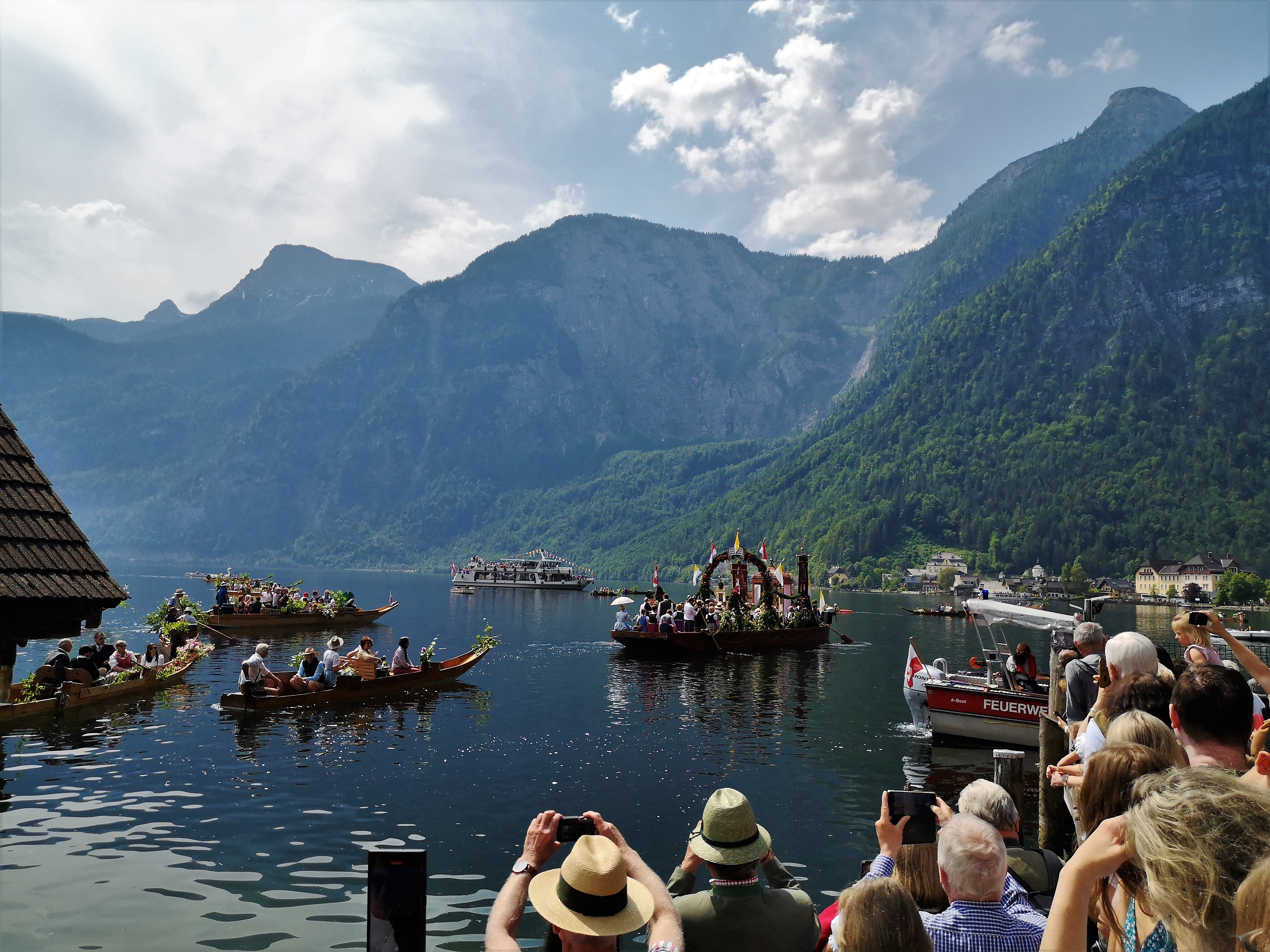
400. Jubiläum der Fronleichnamsprozession in Hallstatt (2023)

- Seeprozession auf dem Hallstätter See: Am Fronleichnamstag findet seit dem Jahr 1623 alljährlich eine weithin bekannte Seeprozession auf dem Hallstätter See statt. Dabei finden die traditionellen Plätten, „Fuhr“ genannt, bzw. der „Mutzen“ als Altarschiff Verwendung.
- Hallstättersee-Rundlauf: der Hallstättersee-Rundlauf, ein Halbmarathon, findet seit 1987 am ersten Wochenende im Mai statt
- Hallstatt Kulturell: ist eine Veranstaltungsreihe im Sommer; jeden Dienstag findet ein Konzert bei freiem Eintritt statt
- Salzkammergut Mozartfestival: bis 2012 jährlich stattfindendes Festival im Juli und August
- Momentum: Hallstatt ist Tagungsort der Kongressreihe Momentum, die seit 2008 jährlich im Herbst ca. 200 Wissenschaftler, Politiker und politisch Interessierte aus dem Umfeld der deutschsprachigen Sozialdemokratie anzieht
- Hallstätter Schwimmmarathon: erstmals 2011, Sportler schwimmen dem Westufer entlang von Bad Goisern über Hallstatt nach Obertraun.

## Wirtschaft und Infrastruktur
Nach dem Tourismus mit etwa 140.000 Nächtigungen im Jahr (Stand 2017/18) und dem Schwerpunkt auf dem Tagestourismus bildet der Salzbergbau nach wie vor den bedeutendsten Wirtschaftsfaktor im Ort.

### Übertourismus
Vor dem Beginn der weltweiten COVID-19-Pandemie besuchten jährlich rund 600.000 bis 700.000 (nach einer Schätzung aus dem Jahr 2018 bis zu 900.000) Personen vorwiegend aus Asien, insbesondere der VR China, Hallstatt.  Die meisten von ihnen kamen mit Bussen, blieben nur wenige Stunden und drängelten sich in den wenigen Straßen des kleinen Ortes. Dies galt als typischer Fall von Übertourismus; es gab Kontroversen über das erträgliche Maß von Tourismus und eine Limitierung des Zugangs von mit Ausflugsbussen anreisenden Reisegruppen.

Dies wurde bereits in den ORF-Dokumentationen Hallstatt süß-sauer (2015) und Am Schauplatz: Die Chinesen kommen (2018) und in einem Artikel des Spiegel thematisiert. 
Seit Herbst 2020 dürfen Reisebusse nur noch in vorher vom örtlichen Tourismusbüro zugeteilten und nur limitiert angebotenen Zeitfenstern zufahren und ihre Gruppen aussteigen lassen, müssen 80 € Gebühr zahlen und müssen mindestens 2,5 Stunden in Hallstatt bleiben. Die Anzahl der durch die Slot-Regelung gleichmäßig über den Zeitraum von 8 Uhr bis 17 Uhr verteilten Busankünfte soll so auf 54 pro Tag beschränkt werden, dies entspricht ungefähr der Hälfte der Anzahl von Bussen an Spitzentagen im Jahr 2018.
Ab Mitte 2026 soll eine neue Standseilbahn mit gläsernen Kabinen auf den Salzberg in Hallstatt fahren. Die in die Jahre gekommene langsamere alte Bahn ist noch bis 31. August 2025 in Betrieb; auch das Salzbergwerk kann bis dahin besucht werden.

### Kraftwerk
Seit August 2013 betreiben die Österreichischen Bundesforste ein Kleinkraftwerk im Echerntal. Die Anlage entnimmt 1,6 m³/s, das ist circa ein Drittel des Normalabflusses, aus dem Waldbach und nutzt 330 m Fallhöhe. Mit 4,7 MW Leistung speist es eine Jahreserzeugung von 22.000 MWh ins öffentliche Netz ein. Das Krafthaus mit einem Schaufenster wurde in Abstimmung mit der Gemeinde gestaltet, der historische Malerweg wurde erhalten, ein begradigtes Zubringergewässer wurde renaturiert. Im Zuge der Bauarbeiten für das Kraftwerk wurde die Trinkwasserleitung für Hallstatt erneuert. 2018 wurde im Krafthaus auch ein Trinkwasserkraftwerk mit einer Leistung von 68 kW installiert.

### Bildung

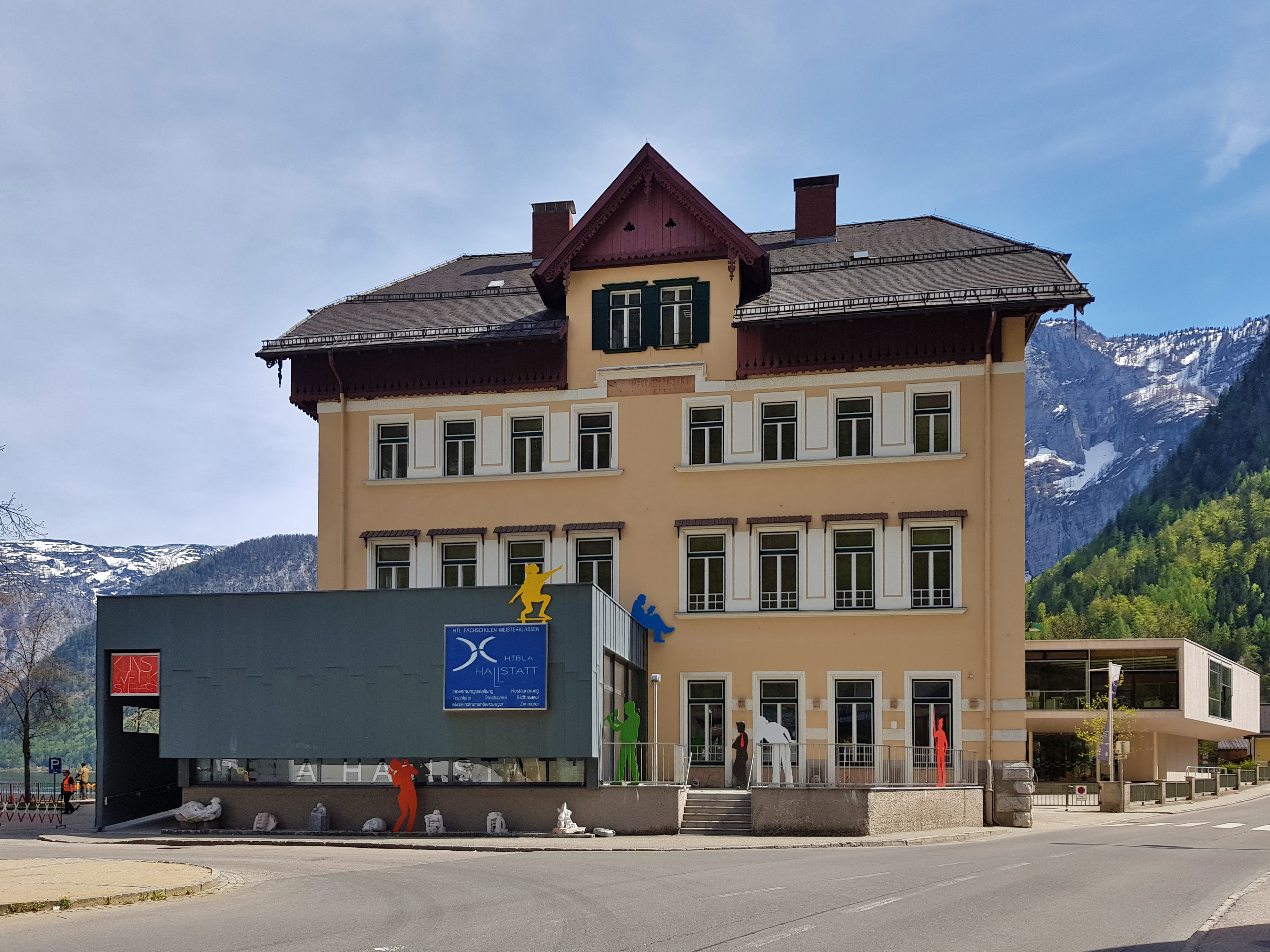
HTBLA Hallstatt

- HTBLA Hallstatt: Die Schule mit einem Schülerheim umfasst zwei Ausbildungszweige mit Matura, diverse Fachschulen und Meisterschulen und die Berufsreifeprüfung.

## Politik
Der Gemeinderat hat 13 Mitglieder.

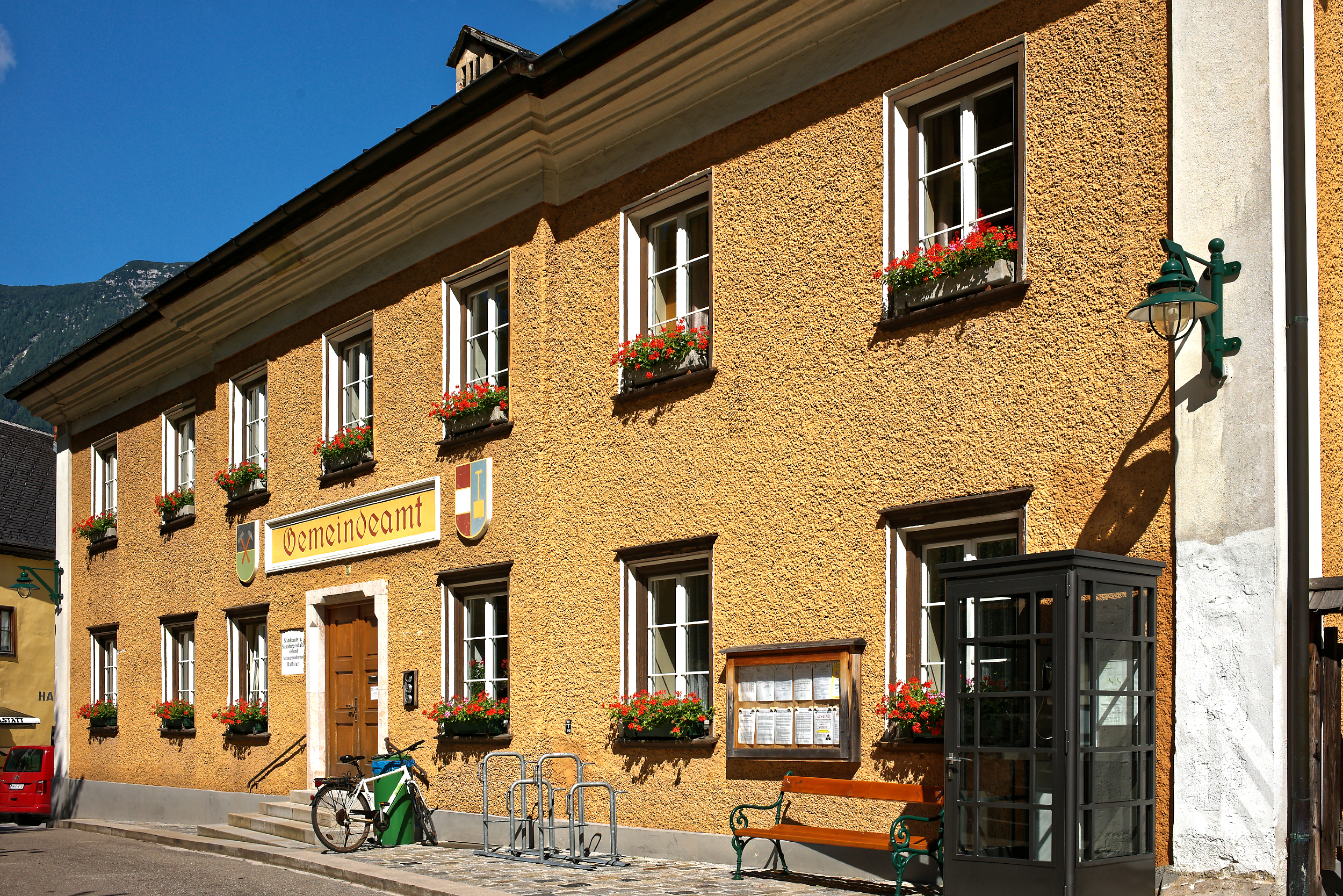
Gemeindeamt im denkmalgeschützten Eggenreiter-Haus in der Seestraße 158 (2019)

- Mit den Gemeinderats- und Bürgermeisterwahlen in Oberösterreich 2003 hatte der Gemeinderat folgende Verteilung: 9 SPÖ und 4 ÖVP.
- Mit den Gemeinderats- und Bürgermeisterwahlen in Oberösterreich 2009 hatte der Gemeinderat folgende Verteilung: 10 SPÖ und 3 ÖVP.
- Mit den Gemeinderats- und Bürgermeisterwahlen in Oberösterreich 2015 hatte der Gemeinderat folgende Verteilung: 7 SPÖ, 4 BFH und 2 ÖVP.
- Mit den Gemeinderats- und Bürgermeisterwahlen in Oberösterreich 2021 hat der Gemeinderat folgende Verteilung: 7 SPÖ, 4 BFH und 2 ÖVP.[31][32]

### Bürgermeister
- 1988–1993 Rainer Wimmer (SPÖ)
- 1993–2009 Peter Scheutz (SPÖ)[33]
- seit 2009 Alexander Scheutz (SPÖ)

### Wappen
Blasonierung: Gespalten von Rot und Blau; heraldisch rechts ein silberner Balken, heraldisch links ein goldenes, aufrecht gestelltes Steuerruder.
Das Marktwappen wurde 1494 vom späteren Kaiser Maximilian I. verliehen. Das Einsetzruder deutet auf die für die Bewohner des Marktes einst wichtige Schifffahrt auf dem Hallstätter See. Die Farben Rot-Weiß-Rot, der Bindenschild, bezeichnen die habsburgisch-landesfürstliche Herrschaft über den Salinenort.

### Gemeindepartnerschaften
- Deutschland: Hallstadt

## Persönlichkeiten

### Söhne und Töchter der Gemeinde

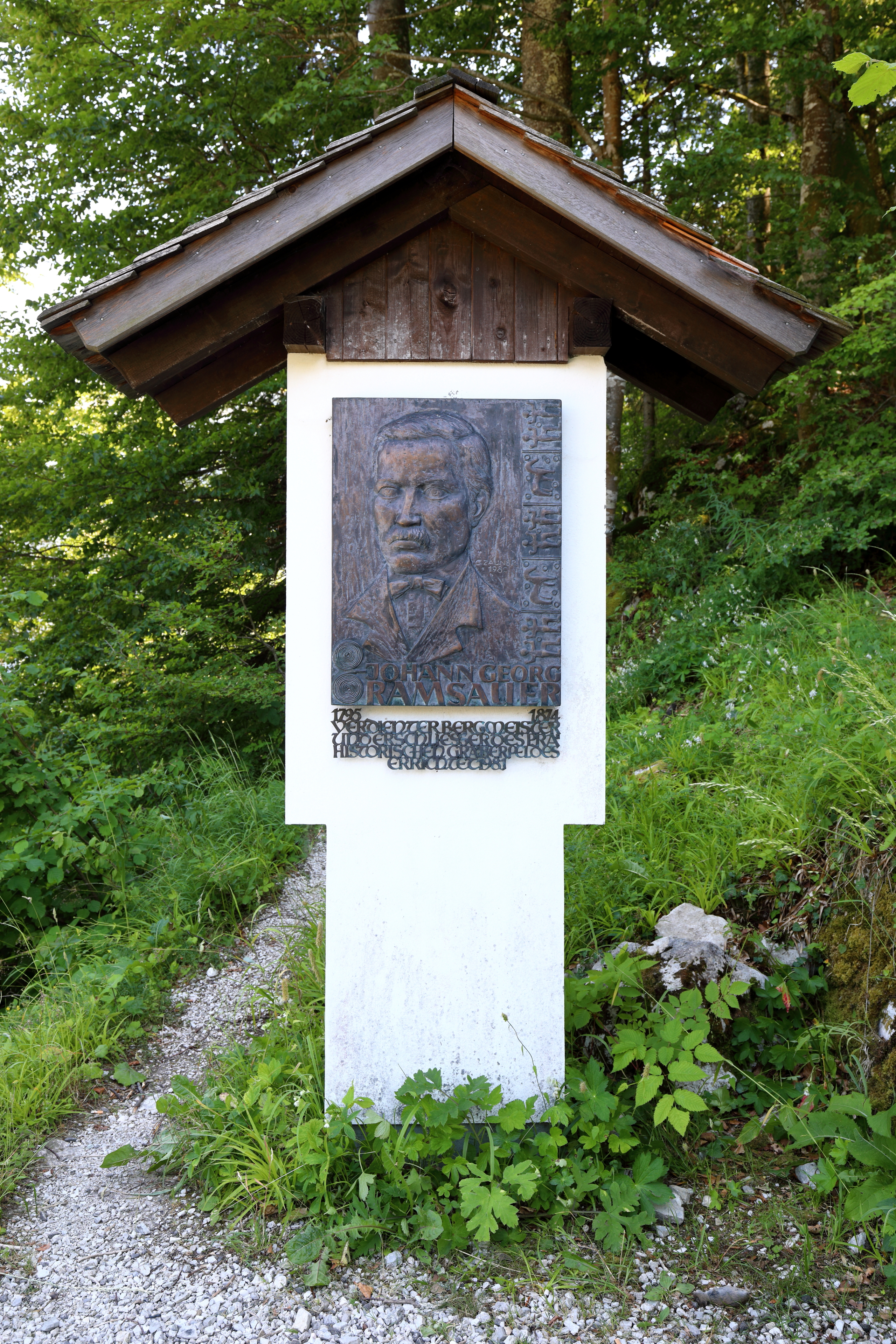
Ramsauer-Denkmal auf dem Salzberg (Georg Zauner, 1980)

- Matthias Bernegger (1582–1640), deutscher Philologe, Hochschullehrer und lateinischer Autor
- Beda Seeauer (1716–1785), Abt des Stiftes St. Peter 1753–1785
- Johann Georg Ramsauer (1795–1874), Bergwerksbeamter und Entdecker des eisenzeitlichen Gräberfeldes
- Franz Roth (1837–1913), österreichischer Bergmann und Fossiliensammler
- Gottlieb Roth (1869–1969), österreichischer Bergmann und Fossiliensammler, Sohn von Franz Roth
- Josef Wesenauer (1872–1959), von 1919 bis 1931 Abgeordneter zum Oberösterreichischen Landtag
- Wilhelm Lahnsteiner (1890–1962), Richter und Mitglied des österreichischen Verfassungsgerichtshofs
- Georg Zauner (* 1928 in Hallstatt; † 1995 ebenda), österreichischer Bildhauer
- Rainer Wimmer (1955–2025), Gewerkschafter und Abgeordneter zum Nationalrat
- Herbert Thalhammer (1955–2022), von 1987 bis 1989 Abgeordneter zum Vorarlberger Landtag
- Günther Madlberger (* 1979), österreichischer Journalist und Radiomoderator

### Personen mit Bezug zur Gemeinde
- Elisabeth von Görz und Tirol  (* um 1262–1313) Gründete ca. 1305 die Hallstätter Saline.
- Thomas Seeauer (um 1485 – um 1586), kaiserlicher Wald- und Forstmeister zu Hallstatt
- Georg Franz von Sumating (1659–1721), Stifter der Kalvarienbergkirche
- Friedrich Simony (1813–1896), Geograph und Alpenforscher
- Eduard Swoboda (1814–1902), österreichischer Porträt-, Genre- und Historienmaler; verstorben in Hallstatt
- Albert Berg (1825–1884), deutscher Reisender und Landschaftsmaler; verstorben in Hallstatt
- Johann von Chlumecký (1834–1924), österreichischer Jurist und Staatsmann; Initiator zur Gründung der Holzfachschule Hallstatt
- Otto Hieser (1850–1892), österreichischer Architekt des Jugendstils; verstorben in Hallstatt
- Josef Szombathy (1853–1943), österreichischer Prähistoriker; Leiter der Grabungen im Gräberfeld
- Erasmus von Handel (1860–1928), österreichischer Beamter und Politiker; Ehrenbürger von Hallstatt
- Heinrich Lissauer (1861–1891), deutscher Neurologe; verstorben in Hallstatt
- Bernhard Faber (1862–1925), österreichischer Bergmann und Fossiliensammler; verstorben in Hallstatt
- Susi Wallner (1868–1944) war eine österreichische Schriftstellerin und Heimatdichterin
- Leopold Kober (1883–1970), österreichischer Geologe und Universitätsprofessor; verstorben in Hallstatt
- Ludmilla Nowak (1883–1947), österreichische Autorin
- Friedrich Morton (1890–1969), österreichischer Höhlenforscher und Reiseschriftsteller
- Gudrun Baudisch-Wittke (1907–1982), Gründerin der Werkstätte „Keramik Hallstatt“
- Bela Rabelbauer (1934–2023), Geschäftsmann
- Ruth Hesse (1936–2024), deutsche Sängerin (Alt, Mezzosopran), lebte ab 1994 in Hallstatt
- Siegwulf Turek (* 1950), österreichischer Regisseur, Bühnenbildner und Projektionsdesigner
- Alexander Binder (* 1969), österreichischer Filmregisseur, Kameramann und Filmproduzent
- Evelyn Grill (1942–2024), Linzer Autorin

## Rezeption

### Drehort
Hallstatt war Drehort der südkoreanischen Fernsehserie Spring Waltz aus dem Jahr 2006. Die Ortschaft diente den Serienmachern als perfekte malerische Kulisse, was in Ostasien und Südostasien auf großes Interesse stieß und Hallstatt in Fernost bekannt machte.
2023 entstanden in Hallstatt Aufnahmen für den Film From the World of John Wick: Ballerina, 2024 wurde für die zweite Staffel von Nine Perfect Strangers mit Nicole Kidman gedreht.

### Nachbau
2011 wurde damit begonnen, Teile von Hallstatt für ein Wohnprojekt im Verwaltungsbezirk Boluo der Stadt Huizhou in der chinesischen Provinz Guangdong im Originalmaßstab nachzubauen. Die Siedlung für Wohlhabende wurde im Juni 2012 eröffnet.
Der österreichische Künstler Norbert Artner stellte die beiden Hallstatt im Projekt HALLSTATT REVISITED fotografisch gegenüber.

## Galerie

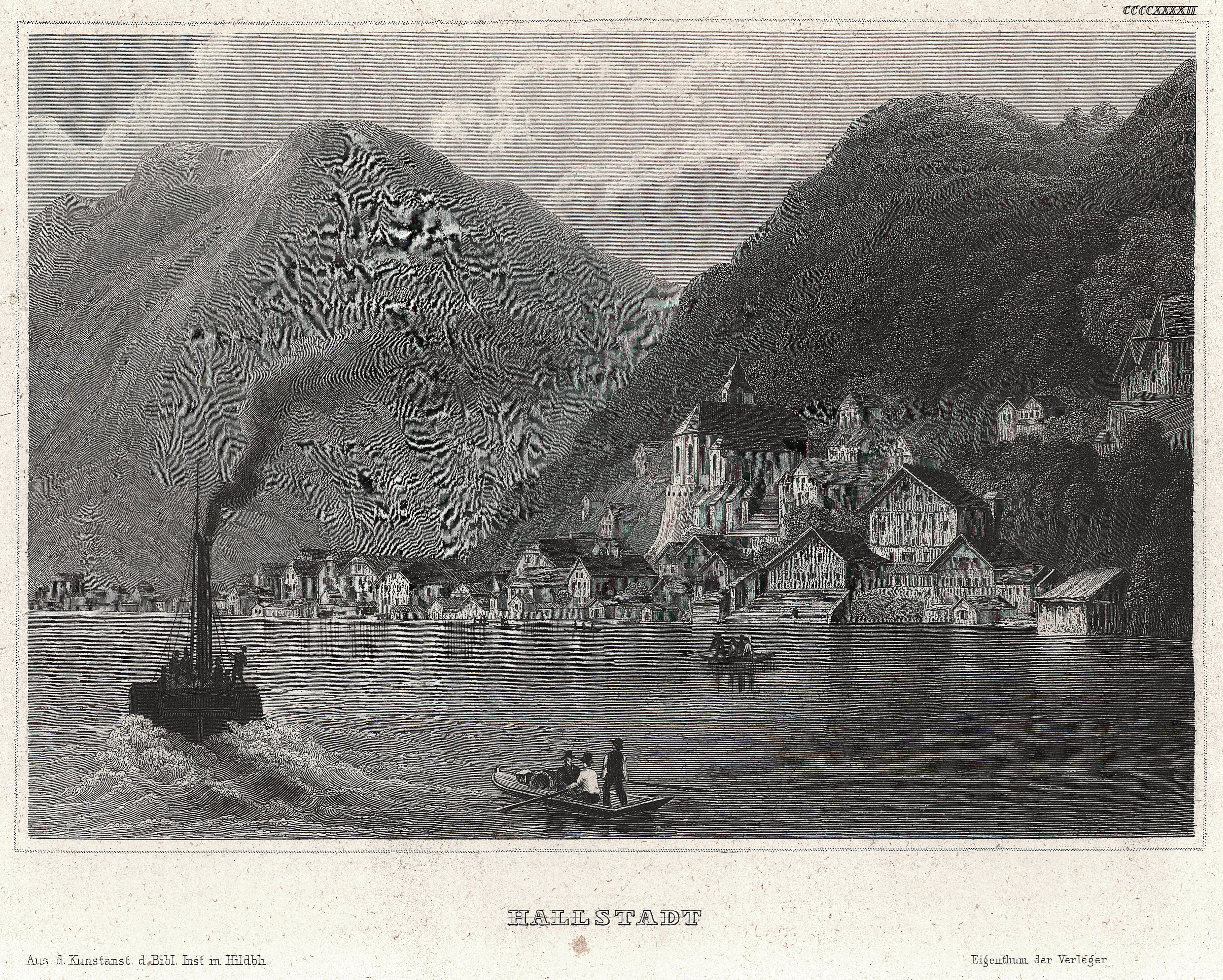
Blick auf Hallstadt (1843)
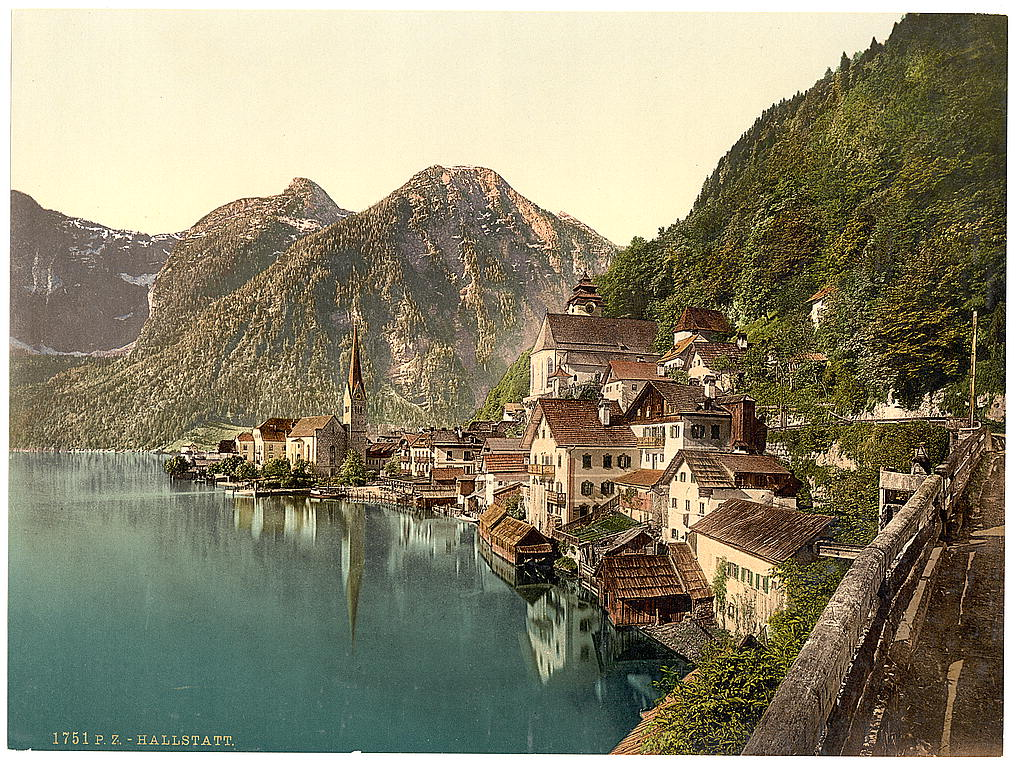
Hallstatt, um 1900 – Anlegesteg, Bootslände, Bootshäuser; 2 Maste
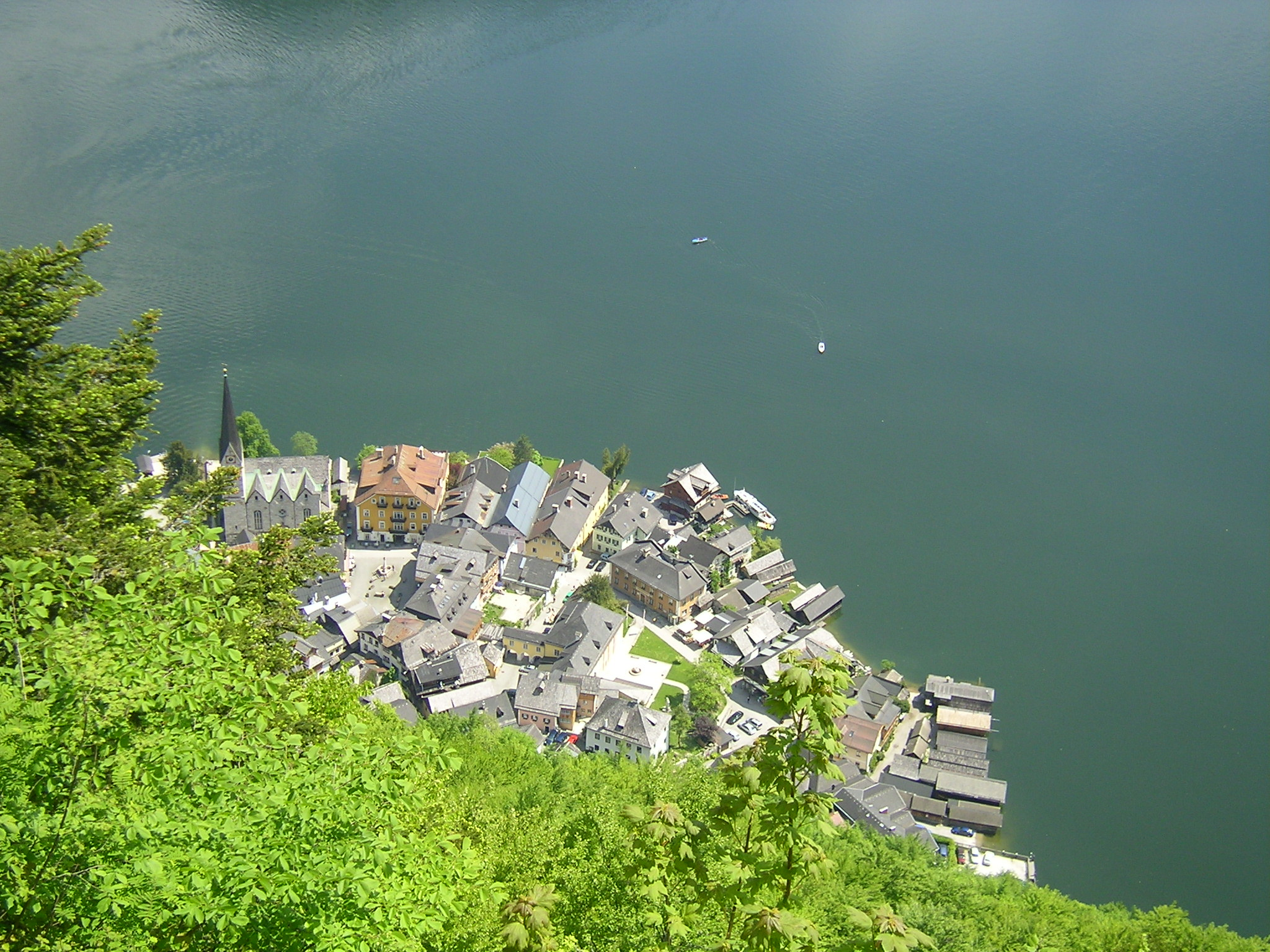
Blick vom Rudolfsturm auf den Ortskern von Hallstatt am Schuttkegel
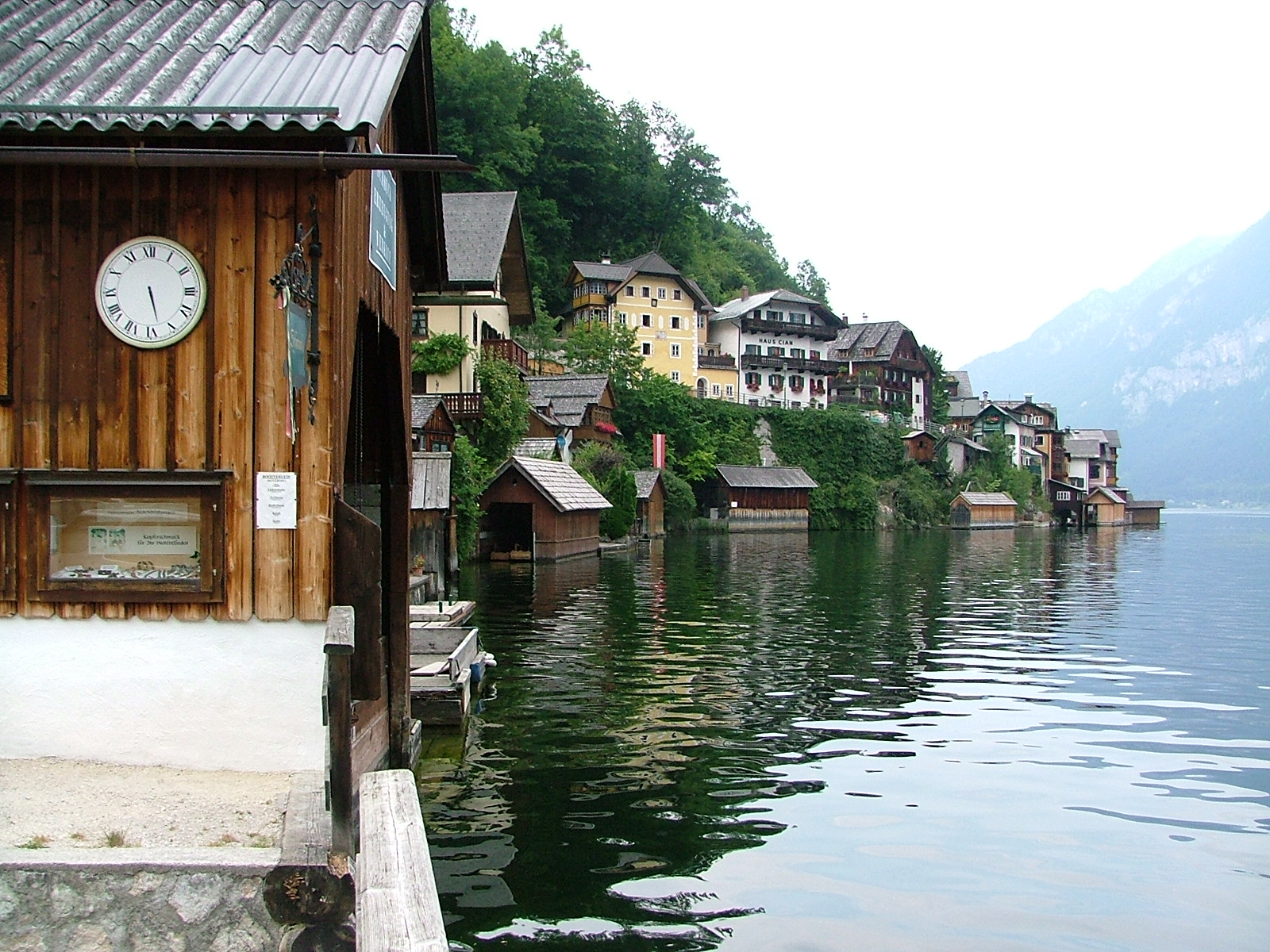
Blick von der Lände nach Norden auf Bootshäuser
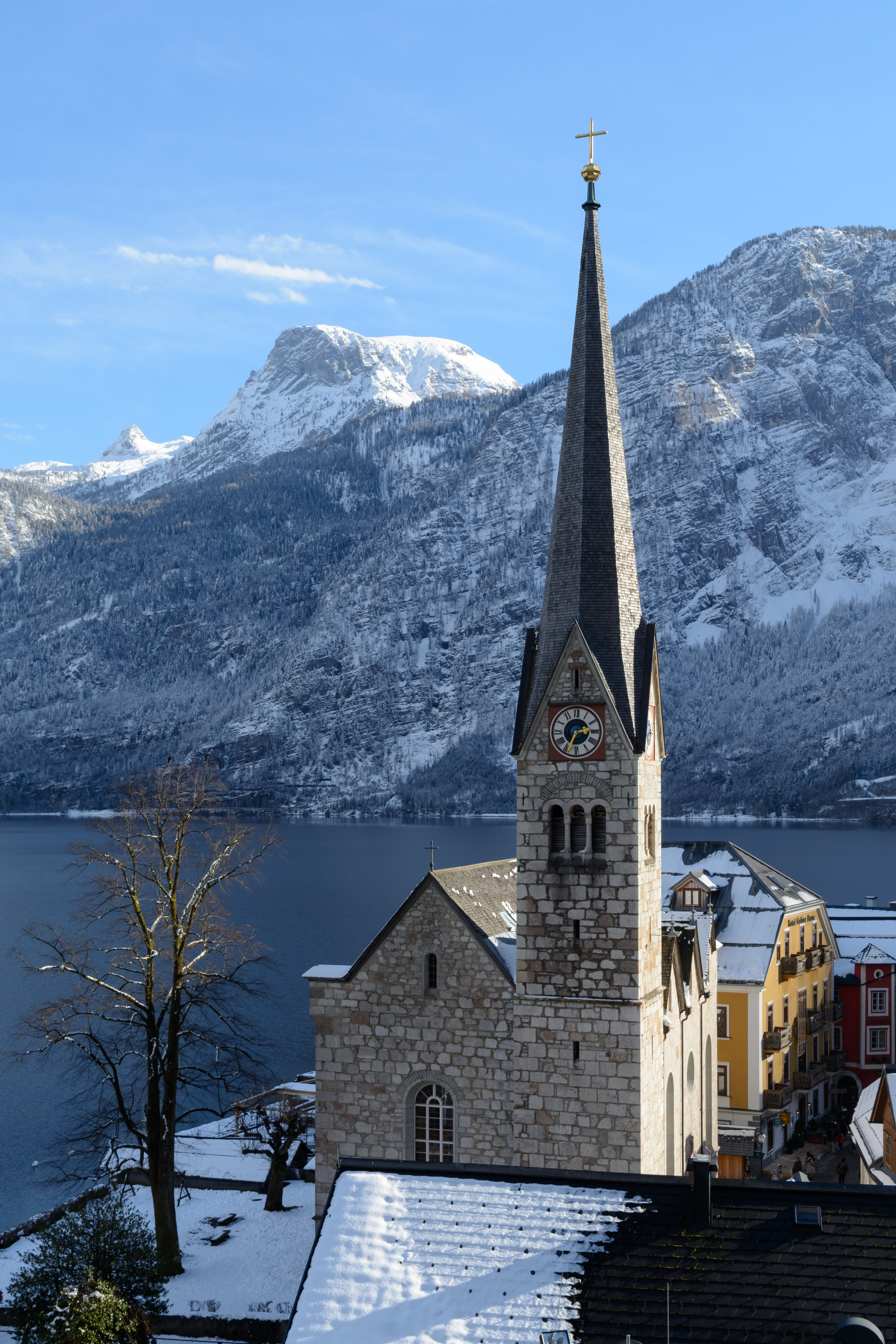
Evangelische Pfarrkirche
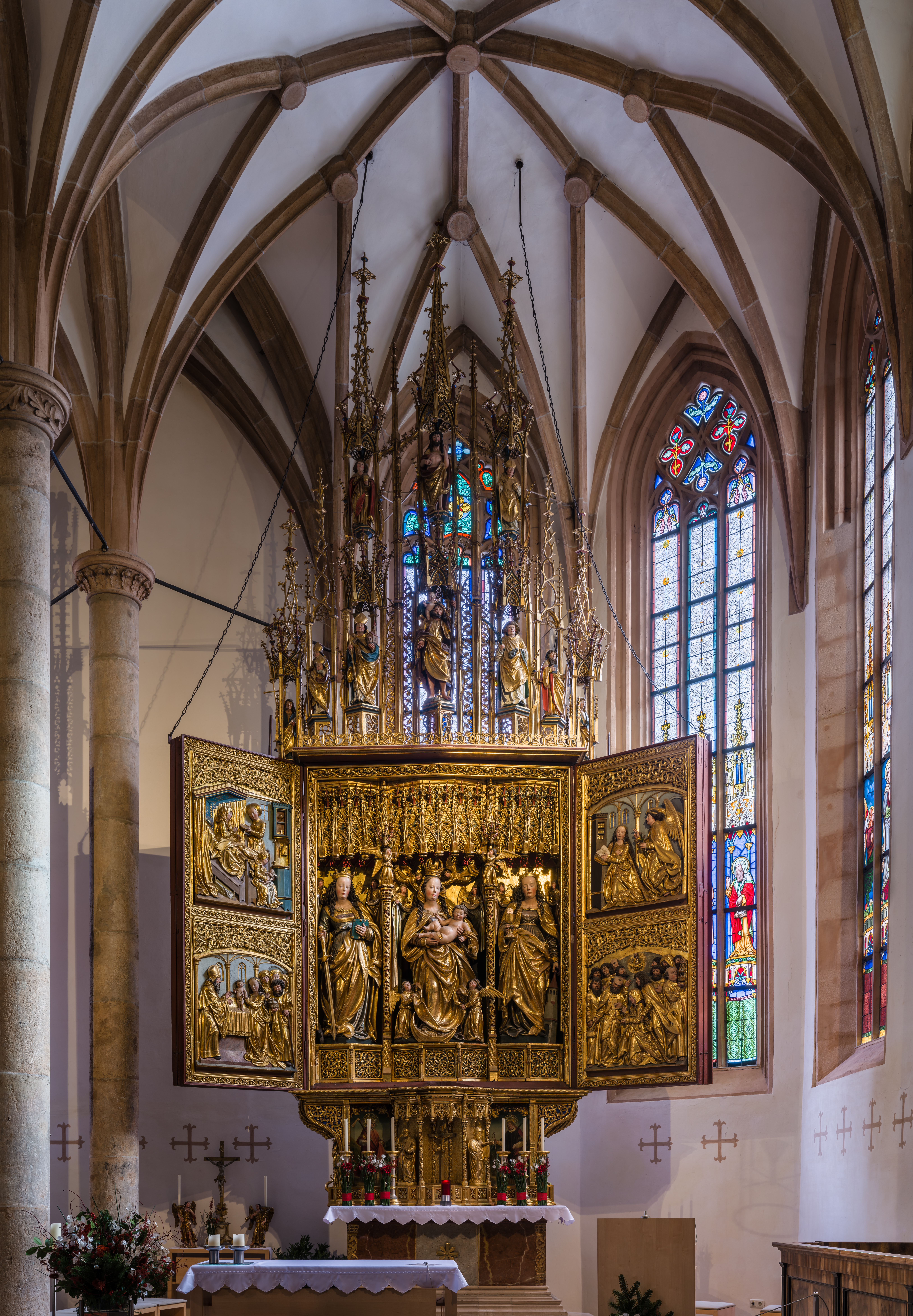
Marienaltar in der kath. Kirche
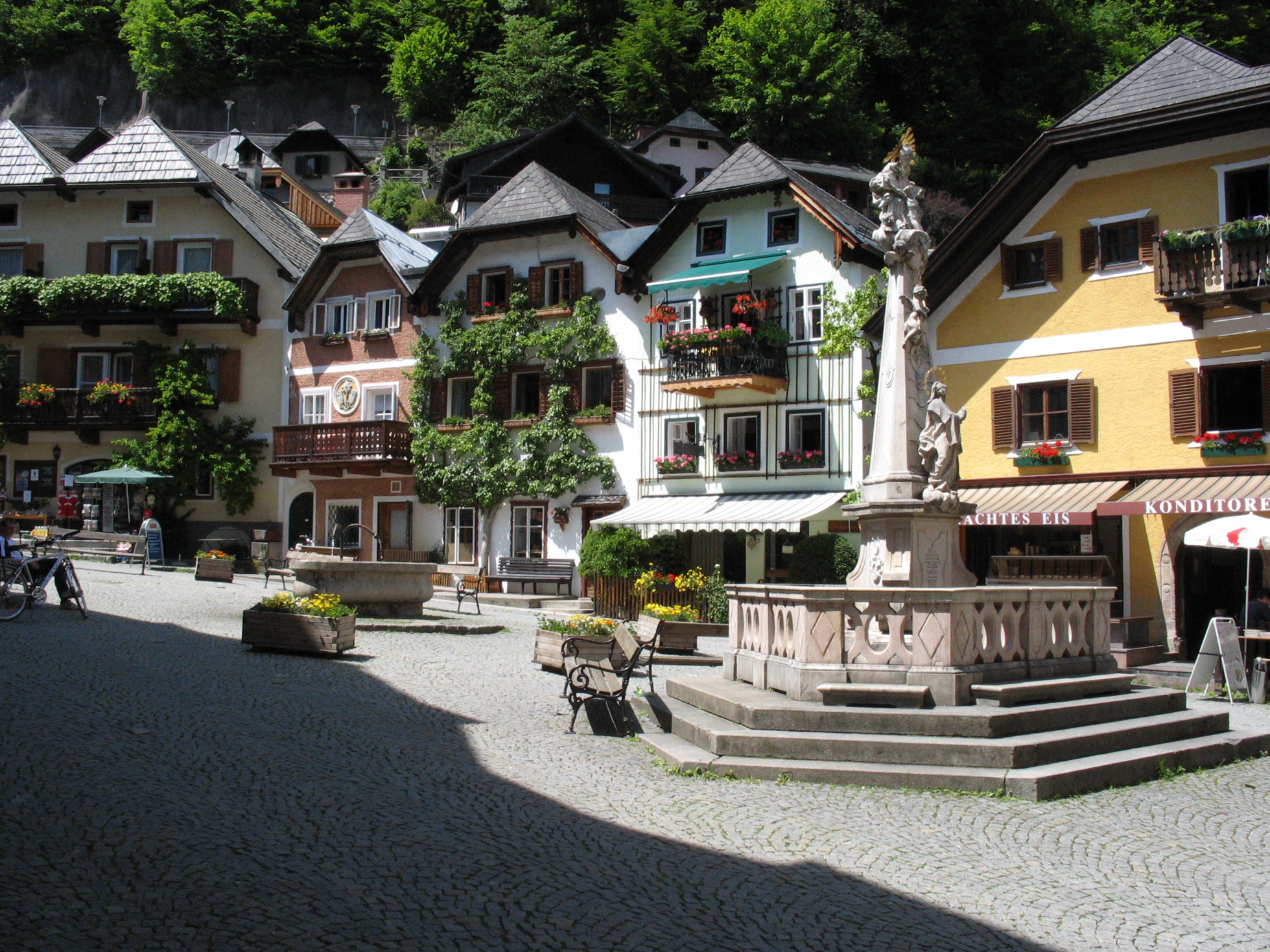
Marktplatz Hallstatt (2009)
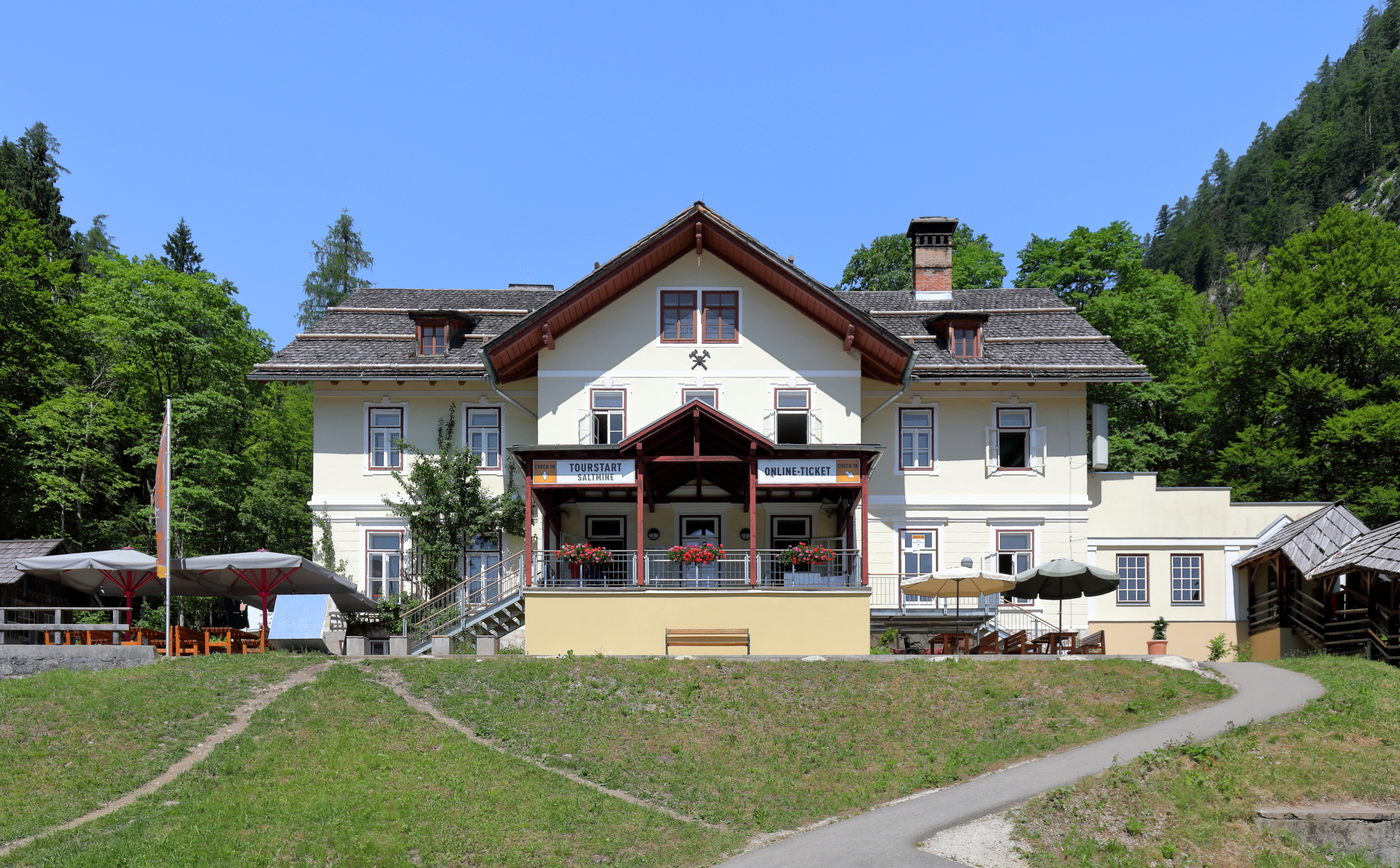
Knappenhaus beim Salzbergwerk
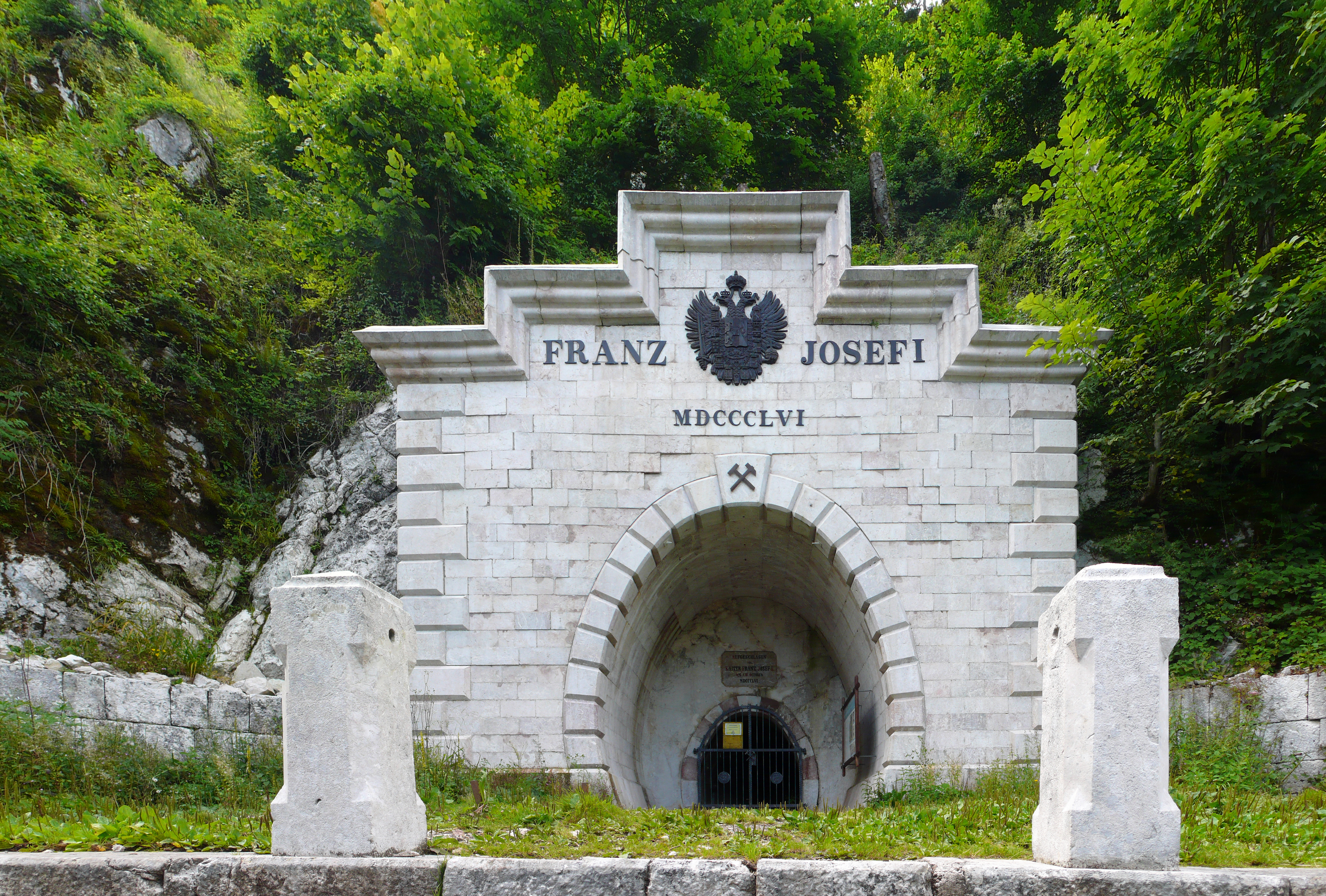
Kaiser-Franz-Josef-Stollen
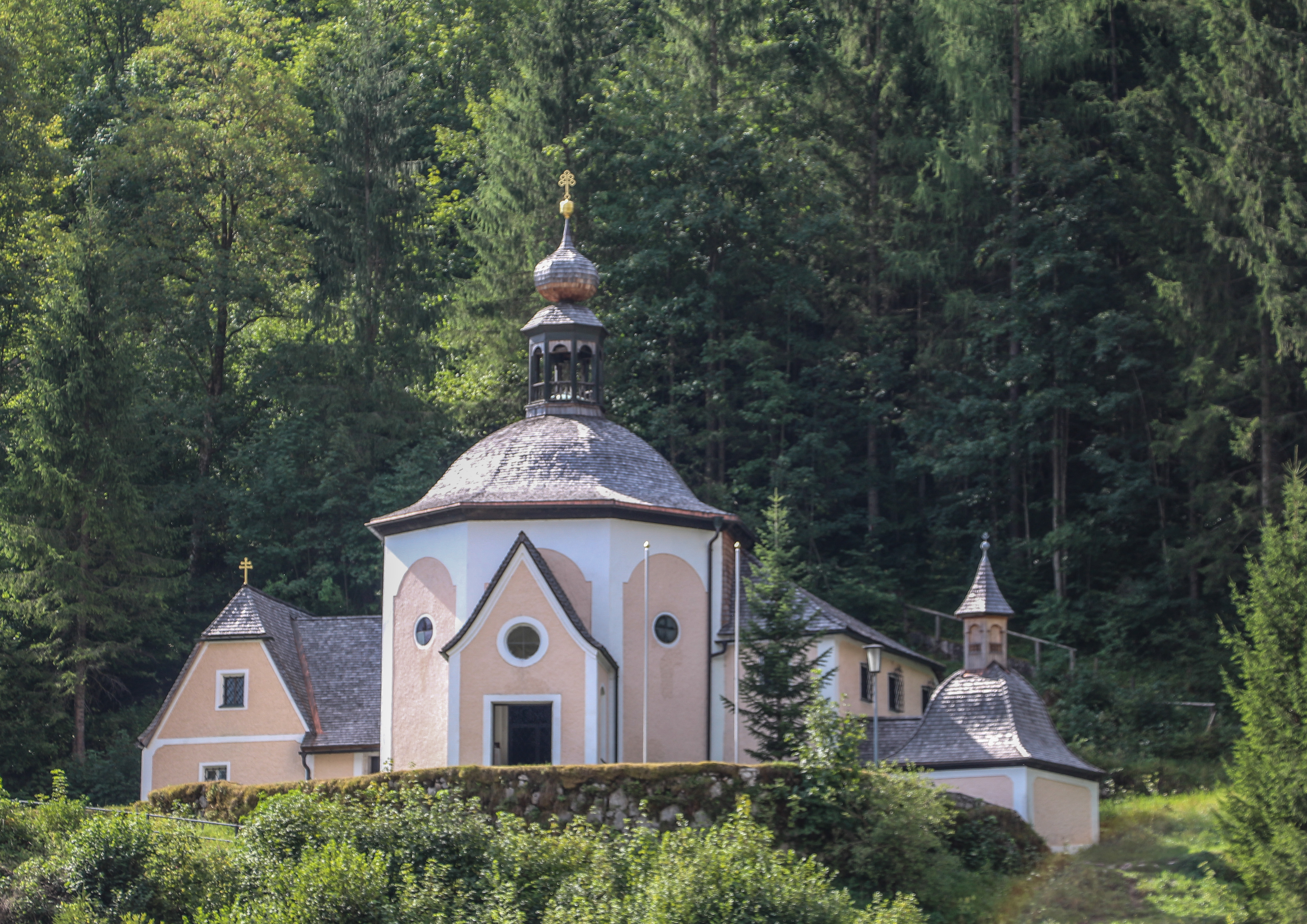
Kalvarienbergkirche
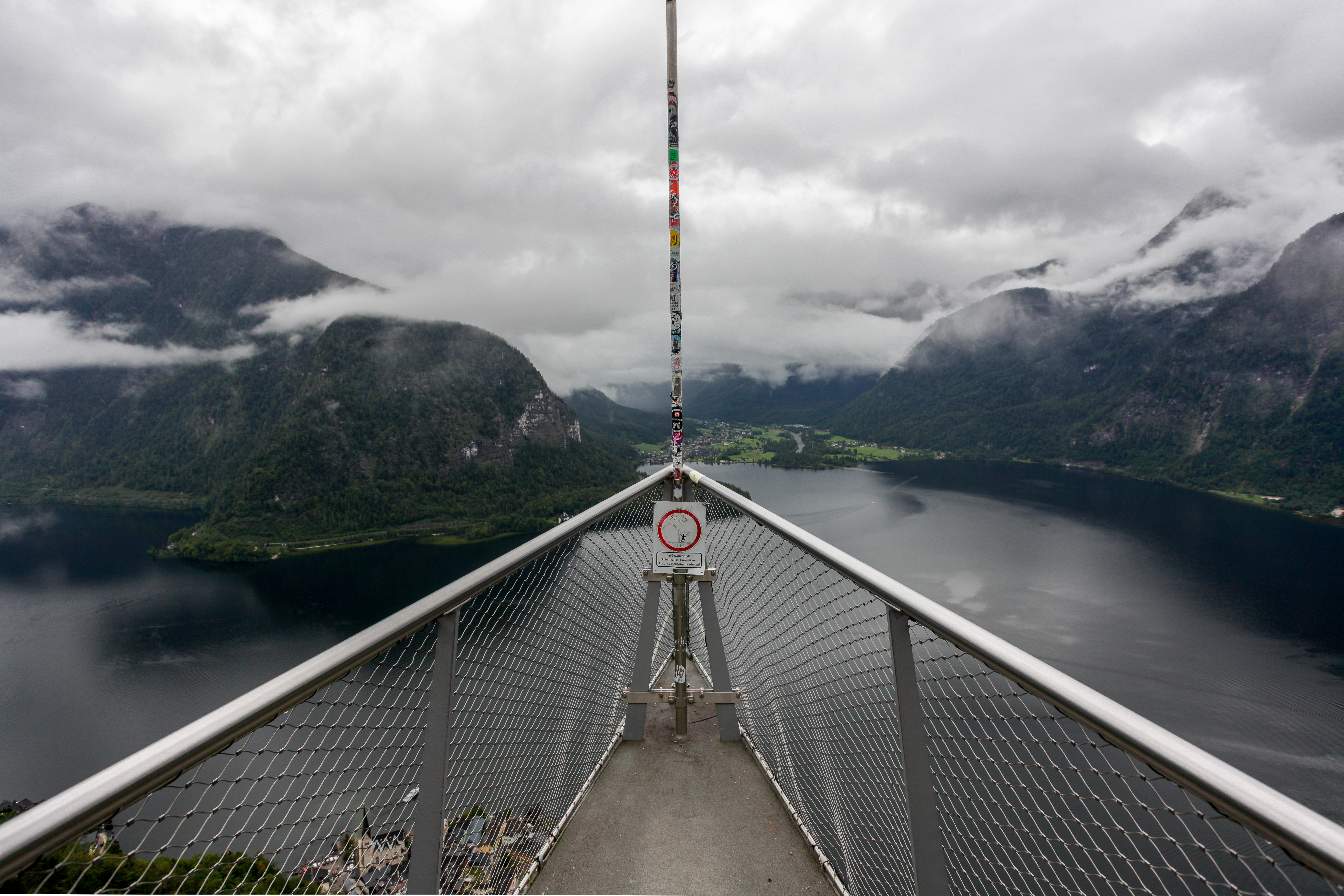
Aussichtsplattform, zu erreichen über die Salzbergbahn